# فهرست فرق و مذاهب اعتقادی اسلام
فهرست فرق و مذاهب اعتقادی اسلام فهرستی است از فرقه‌ها و مذاهب اسلامی که از لحاظ اعتقادی (علم کلام) با هم اختلاف داشتند و همین امر سبب شده است تا مسلمانان، هر کدام به پیروی از فرقه‌ای به‌خصوص بپردازند. فرقه‌های اسلامی که بنابر روایاتی از پیامبر اسلام، تعداشان به ۷۳ فرقه می‌رسد، در منابع به دو دسته فرقه‌های کلامی و فرقه‌های فقهی تقسیم شده‌اند. هر کدام از فرقه‌های اصلی که در این فهرست به مذهب شناخته می‌شوند، دارای زیر شاخه‌های منشعب شده از خود می‌باشند که از جهت اختلاف در اعتقادات، در دسته‌های جداگانه قرار گرفته‌اند.  

## فرقه و مذهب

### تفاوت فرقه و مذهب
فرقه در لغت به معنای دسته و طایفه است و در اصطلاح، به گروه و افرادی که به جهت اختلافات اعتقادی از یک دین جدا می‌شود؛ اطلاق می‌شود. در فرهنگ علوم سیاسی نیز به بخشی از جامعه که از مذهب رسمی جدا شده یا به آئین دیگری گرویده است، فرقه گفته می‌شود. این تعریف شامل جنبش‌های سیاسی نیز می‌شود. فرقه‌ها دسته‌بندی مختلفی از جهت نوع فعالیت، چگونگی شکل‌گیری، هدف فرقه، زمان تشکیل، نگرش سیاسی یا مذهبی و… تقسیم‌بندی می‌شود. این واژه در آیه ۱۲۲ سوره توبه نیز بکار رفته است و در اصطلاح قرآنی آن، به معنای جمعیتی از افراد است که نسبت به طایفه تعداد بیشتری را داشته است.

### علت پیدایش و تعداد مذاهب اسلامی
معیار اسلامی بودن هر فرقه و مذهبی، پذیرش اسلام به عنوان دین است. شهرستانی در بیان اختلاف‌های امت اسلامی، مهم‌ترین اختلاف میان امت اسلامی را در مسئله امامت و خلافت پس از پیامبر اسلام می‌داند.
تعداد فرقه‌ها یا مذاهب اسلامی همواره مورد اختلاف منابع قرار گرفته است. با این حال بدوی معتقد است که این فرقه‌ها یا مذاهب منحصر به تعدادی محدود نیست و تلاش گروهی از نویسندگان در انحصار مذاهب اسلامی، ناتمام بوده است. بدوی با نقدی بر روایت فرقه ناجیه در منابع اهل سنت، تلاش برخی از مورخان را که سعی در ذکر ۷۳ فرقه یا توجیه تعداد زیاد فرق اسلامی توسط آنان را اشتباه دانسته است و گوشزد می‌نماید که تعداد فرقه‌های اسلامی پس از نگارش کتب مورخان و گذران عصر آنان، همچنان رو به افزایش بوده است. بنابر آنچه منابع روایی شیعه و سنی نقل کرده‌اند، پس از پیامبر اسلام، ملت مسلمان به هفتاد و سه فرقه منشعب خواهند شد. در برخی از این روایات از نجات و بر حق بودن یکی از فرقه‌های هفتاد و سه‌گانهٔ اسلام یاد شده است که به آن روایت «فرقه ناجیه» گفته می‌شود. با توجه به اینکه تعداد فرقه‌های اسلامی، بدون احتساب مذاهب فرعی، از عدد مذکور در روایت کمتر، و با احتساب مذاهب فرعی از عدد هفتاد و سه بالاتر خواهند بود، نویسندگان ملل و نحل به توجیه روایت دست زده‌اند. ضمن آنکه برخی منابع به نقد این روایت پرداخته و با ضعیف یا جعلی دانستن این روایت؛ تعداد کثیری از فرقه‌های موجود در کتب ملل و نحل را ساختگی، سیاسی یا با اغراض شخصی دانسته‌اند. از این رو، کتب ملل و نحل به فرقه سازی متهم شده‌اند. از منابع اهل سنت، سنن ابن‌ماجه، مسند احمد بن حنبل، سنن ابن‌داود، سنن ترمذی و المستدرک علی الصحیحین حاکم این روایت را به نقل از ابوهریره، ابودردا، جابر بن عبدالله انصاری، ابوسعید خدری، انس بن مالک، عبدالله بن عمرو بن عاص، ابوامامه و واثله نقل کرده‌اند. در منابع شیعی نیز کلینی در روضه کافی، روایت را به نقل از امام محمد باقر نقل کرده است. در اعتبار یا عدم اعتبار این روایت از لحاظ سند، اختلافاتی گزارش شده است. در این بین، فخر رازی در مفاتیح الغیب، ابن حزم اندلسی و ذهبی در کتب خویش این روایت را ضعیف و غیرقابل اعتماد دانسته‌اند. در کنار تضعیف روایت، گروهی دیگر سکوت را اختیار کرده‌اند؛ از جمله ابوالحسن اشعری -موسس فرقه اشاعره- را می‌توان یاد کرد که در صحت یا عدم صحت این حدیث، سکوت اختیار کرده است. گروه دیگری نیز به تأیید روایت همت گماشته‌اند و با ذکر مواردی همچون تواتر، تکرار و اسناد مختلف حدیث، اقدام به تصحیح و تأیید روایت کرده‌اند. افرادی چون مناوی در فیض القدیر، حاکم نیشابوری در المستدرک، شاطبی در الاعتصام و سفارینی در لوامع الانوار البهیه این روایت را تأیید کرده‌اند.
کتب ملل و نحل، از فرقه‌های بسیاری یاد کرده‌اند و در موارد بسیاری نیز تنها به ذکر نام فرقه اکتفا نموده‌اند. در تدوین فهرست حاضر، از فرقه‌هایی که تنها به ذکر نامشان اکتفا شده، در بخش توضیحات فرقه اصلی که از آن منشعب شده‌اند اکتفا شده است.

### فرقه‌های کلامی (اعتقادی)
علم کلام که به اصول دین نیز شناخته می‌شود، علم نظر و استدلال است که در حوزه فروع دین نیز کاربرد دارد. به‌طور کلی علمی که شخص با داشتن آن، توانایی بر اثبات عقاید دینی برای دیگران از طریق ادله و پاسخگویی به شبهات را داشته باشد؛ علم کلام گویند. در این تعریف، مقصود از علم، هرگونه باور و تصدیق است و مقصود از غیر، فرد مشخصی نمی‌باشد. مسائل این علم، اعم از عقاید دینی و آنچه باورهای دینی به آن وابسته هستند می‌باشد. هدف از این علم نیز ترقی از تقلید و رسیدن به یقین در اعتقادات است. فرقه‌ها در اسلام، به جهت اختلافات فقهی یا اعتقادی و کلامی تشکیل می‌شوند. در فهرست حاضر، به فرقه‌های اسلامی در حوزه کلامی به صورت فهرست‌وار اشاره شده است.

## فهرست فرقه‌های کلامی اسلامی
راهنمای فهرست: (      = فرقه سنی (۶۹)       = فرقه شیعی (۱۰۵)       = فرقه مشترک (۱)       = فرقه مستقل (۲۷)       = منقرض شده (۵۴)       = منقرض نشده (۳۱)       ن/م = نامشخص)، (ن/م = نامشخص)، (مـ = متوفی)، (تـ = تولد)
| فهرست                                                                      | فهرست                                                                               | فهرست                                                                                  | فهرست                                             | فهرست | فهرست | فهرست | فهرست | فهرست   |
| نام (های) مذهب                                                             | نام (های) فرقه                                                                      | موسس یا رهبر فرقه                                                                      | سال و محل تأسیس فرقه                              | سال انقراض یا پراکندگی جمعیت | علت نامگذاری | باورها | توضیحات / فرقه‌های منشعب‌شده | منبع    |
| -------------------------------------------------------------------------- | ----------------------------------------------------------------------------------- | -------------------------------------------------------------------------------------- | ------------------------------------------------- | --- | --- | --- | --- | ------- |
| شیعه (خاصه، رافضیه)                                                        | اِمامِیّه (شیعه، قطعیّه، شیعه دوازده‌امامی، شیعه إثنی‌عشری، عدلیّه، تشیّع)                  |                                                                                        |                                                   | مذهب رسمی در ایران و مذهب غالبعراق و بحرین                                                                                           | امامیه: اتخاذ از واژه امامت از اساس باورهای فرقه رافضی (ـه): به جهت رهاکردن (به عربی: رَفَضَ) سه خلیفه اول اهل سنت عدلیه: به جهت باور به عدل الهی قطعیه: به جهت قطع و یقین به مرگ موسی کاظم (برخلاف واقفیه) | - امامت و وصایت علی بن ابی‌طالب و دوازده فرزند از فرزندان وی پس از محمد - عصمت امامان - رجعت - شفاعت - توسل - خمس و متعه - مهدویت - عدالت خدا                                                      | شاخه‌های منشعب: عقیراویه، کرجیه، یعفوریه، کاغذیه، انصار المهدی و مزرعیه | [ ۱۴ ]  |
| شیعه (خاصه، رافضیه)                                                        | ناووسیّه (صارمیه)                                                                    | عجلان بن ناووس                                                                         | ۱۴۸ ه‍.ق ناووس از حوالی بصره                        | منقرض شده | ناووسیه: اقتباس شده از نام مؤسس فرقه، عجلان بن ناووس یا شهری که فرقه در آنجا ظهور کرده است. | - برتری علی بر امت اسلام و کفر منکر این فضیلت - انکار مرگ جعفر صادق و مهدویت وی | | [ ۱۵ ]  |
| شیعه (خاصه، رافضیه)                                                        | سمیطیّه (شمیطیه)                                                                     | یحیی بن ابی‌شمیط                                                                        | ۱۴۸ ه‍.ق در مدینه                                   | — | سمیطیه، شمیطیه: اقتباس از نام مؤسس فرقه، یحیی بن ابی‌سمیط (شمیط) | - امامت محمد بن جعفر پس از جعفر صادق - مهدویت و قائمیت یکی از اولاد محمد بن جعفر | این طایفه پس از مرگ جعفر صادق با ادعای امامت فرزندش محمد از امامیه منشعب شدند. | [ ۱۶ ]  |
| شیعه (خاصه، رافضیه)                                                        | فطحیّه (افطحیه)                                                                      | عبدالله بن جعفر افطح (مـ ۱۴۸ ه‍.ق)                                                       | ۱۴۸ ه‍.ق در مدینه                                   | ۱۴۸ ه‍.ق | فطحیه، افطحیه: اقتباس از نام رهبر فرقه | - امامت عبدالله افطح پس از جعفر صادق | اکثریت فطحیه پس از مرگ عبدالله بن جعفر، مجدداً به مذهب امامیه بازگشتند. شاخه‌های منشعب: فطحیه خلّص و عماریه | [ ۱۷ ]  |
| شیعه (خاصه، رافضیه)                                                        | واقفیّه (مَمطورِه، مولّفه، موسویّه)                                                      | علی بن اَبی‌حَمزهٔ بَطائِنی (مـ ۲۰۰ ه‍.ق) زیاد بن مَروان قَندی و عثمان بن عیسی رَواسی (مـ ۲۰۳ ه‍.ق) | ۱۸۳ ه‍.ق در عراق و مدینه                            | قرن ششم ه‍.ق | واقفیه: به جهت وقف در امامت موسی کاظم ممطوره: اقتباس از عبارت «کلب ممطوره» به معنای سگ خیس | - ختم امامت به موسی کاظم - مهدویت و غیبت موسی کاظم | اکثریت این فقه تا پیش از قرن سوم، به امامیه پیوستند اما اندکی از آنان پس از مرگ علی بن موسی مجدداً به واقفیه بازگشتند و مولفه شناخته شدند. | [ ۱۸ ]  |
| شیعه (خاصه، رافضیه)                                                        | مِتوالیّه (میتوالیه)                                                                  |                                                                                        | قرن ششم ه‍.ق در لبنان (میان بلعلبک و صفه)           | لبنان و سوریه | متوالیه: اقتباس از کلمه «متولی» به معنای یار خالص علی بن ابی‌طالب | - نجاست غیر مسلمانان - اعتقاداتی همچون امامیه | این طایفه ایرانی الاصل بودند و احتمالاً از کردهای مهاجر در دوره صلاح الدین ایوبی باشند. | [ ۱۹ ]  |
| شیعه (خاصه، رافضیه)                                                        | سَیّابیه (مقلده)                                                                      | عبدالرحمن بن سیابه کوفی بجلی                                                           | قرن دوم ه‍.ق در مدینه                               | — | سیابیه: اقتباس از نام رهبر فرقه | - لزوم سکوت در صفات خداوند - صحت سخنان جعفر صادق در صفات خدا | | [ ۲۰ ]  |
| شیعه (خاصه، رافضیه)                                                        | محمدیه                                                                              | محمد بن علی الهادی                                                                     | ۲۵۴ ه‍.ق در عراق                                    | منقرض شده | محمدیه: به جهت باور به امامت محمد (برادر حسن عسکری) پس از وی | - انکار امامت حسن عسکری - امامت و مهدویت محمد برادر حسن عسکری | | [ ۲۱ ]  |
| شیعه (خاصه، رافضیه)                                                        | عسکریه                                                                              | حسن عسکری (مـ ۲۶۰ ه‍.ق)                                                                  | ۲۶۰ ه‍.ق                                            | — | عسکریه: به جهت باور به مهدویت حسن عسکری | - مهدیت و غیبت حسن عسکری | شیخ صدوق این گروه را شاخه‌ای از واقفیه ذکر کرده است. این فرقه خود شاخه‌ای از امامیه است. | [ ۲۲ ]  |
| شیعه (خاصه، رافضیه)                                                        | نعمانیه (شیطانیه)                                                                   | ابوجعفر محمد بن نعمان احول (مـ ۱۶۰ ه‍.ق)                                                 | قرن دوم ه‍.ق در کوفه                                | — | شیطانیه: مخالفان ابوجعفر (مؤمن الطاق)، وی را شیطان الطاق و مذهبش را شیطانیه خواندند نعمانیه: اقتباس از نام مؤسس فرقه                                                                                     | - حرکت دانستن افعال آفریدگان به جهت امر به فعل خدا به بندگان - اضطراری بودن معارف - امامت امامان دوازده‌گانه                                                                                       | | [ ۲۳ ]  |
| شیعه (خاصه، رافضیه)                                                        | احمدالحسنی (یمانی، انصار المهدی)                                                    | احمد الحسن بصری ملقب به یمانی (تـ ۱۳۹۳ ه‍.ق)                                             | ۱۴۲۱ ه‍.ق در بصره، نجف و کربلا                      | عراق و ایران | انصار المهدی: نامی که رهبر فرقه برای پیروان خود برگزیده است، به جهت ادعای همراهی با حجت بن الحسن | - از فرزندان حجت بن الحسن بودن احمد الحسن - جانشینی احمد الحسن برای حجت بن الحسن - امامت احمد الحسن                                                                                               | نام اصلی رهبر فرقه، احمد اسماعیل گاطع است و در سال ۱۳۹۳ ه‍.ق به دنیا آمده است. فرقه در سال ۱۴۲۱ و پس از فارغ‌التحصیلی وی از دانشکده مهندسی نجف شکل گرفته است. | [ ۲۴ ]  |
| شیعه (خاصه، رافضیه)                                                        | نفیسیه                                                                              | نفیس (غلام علی النقی)                                                                  | قرن سوم ه‍.ق در کاظمین                              | — | نفیسیه: اقتباس از نام نفیس، که اعتقادات این فرقه از قول او منتشر شده است. | - انکار امامت حسن عسکری - امامت محمد بن علی پس از علی النقی - امامت جعفر بن علی پس از محمد بن علی - قائمیت جعفر بن علی                                                                            | محمد بن علی قبل از علی النقی از دنیا رفت. نفیس، غلام علی النقی بود که سرانجام در حوضی غرق شد. | [ ۲۵ ]  |
| شیعه (خاصه، رافضیه)                                                        | سکاکیه                                                                              | محمد بن خلیل سکّاک                                                                      | قرن سوم ه‍.ق                                        | — | سکاکیه: اقتباس از نام مؤسس فرقه | - ذاتی دانستن وصف علمیت برای خدا | رهبر فرقه از شاگردان هشام بن حکم است. | [ ۲۶ ]  |
| اهل سنت (عامه، اهل سنت و جماعت، تنزیلیه، عامه)                             | معتزله (عدلیه، قُدَریه، واصلیه، قبریه)                                                | واصل بن عطا (مـ ۱۳۱ ه‍.ق)                                                                | قرن اول ه‍.ق در بصره                                | بدون هیچ‌گونه فعالیت و نقشی از قرن ششم تا قرن چهاردهم ه‍.ق در قرن چهاردهم برخی از دانشمندان مصری به این دیدگاه گرایش پیدا کردند.        | معتزله: کنارگیری (عزلت) مؤسس فرقه از درس استادش حسن بصری پس از بیان دیدگاه‌هایش عدلیه: به جهت باور به عدل الهی قدریه: به جهت انتساب اعمال بندگان به قدرت‌های انسان قبریه: به جهت انکار عذاب قبر            | - خلقت قرآن - دخالت عقل در استنباط احکام شرعی و عقائد کلامی (برخلاف سایر فِرَقِ اهل‌سنت) - انکار عذاب قبر                                                                                             | شاخه‌های منشعب: اسکافیه، اصلحیه، بشریه، بهشمیه، ثمامیه، جاحظیه، جبائیه، حماریه، خیاطیه، کعبیه، ضراریه، قصبیه، مرداریه، خابطیه، معمریه، هشامیه (قرطیه)، کسبیه، عبادیه، نظامیه و هذلیه | [ ۲۷ ]  |
| اهل سنت (عامه، اهل سنت و جماعت، تنزیلیه، عامه)                             | قرطیه (فوطیه، هشامیه)                                                               | هشام بن عمرو فوطی (یا قرطی) (مـ ۲۲۶ ه‍.ق)                                                | قرن سوم ه‍.ق در عراق                                | — | فوطیه، قرطیه، هشامیه: اقتباس از نام مؤسس فرقه | - عدم قدرت خلق مجدد یا شبیه آن مخلوق پس از خلق یکباره توسط خدا - خلقت بهشت و جهنم در قیامت | وی در ابتدا از معتزله بود اما پس از جلب پیروانی، فرقه جدیدی را تأسیس کرد. این فرقه انشعابی از معتزله محسوب می‌شود. | [ ۲۸ ]  |
| اهل سنت (عامه، اهل سنت و جماعت، تنزیلیه، عامه)                             | عثمانیه                                                                             | عده‌ای از صحابه محمد                                                                    | قرن اول ه‍.ق در مدینه                               | قرن چهارم ه‍.ق | عثمانیه: به جهت تأسیس فرقه پس از قتل عثمان بن عفان و به خونخواهی وی | - افضلیت ابوبکر، عمر و عثمان بر سایر اصحاب محمد - غلو در فضیلت سه خلیفه اول بر دیگر صحابه پیامبر                                                                                                  | این گروه که شاخه‌ای از اصحاب عمر بن خطاب (عمریه) بودند، در مقابل نقدهایی که بر عثمان وارد می‌شد، از او دفاع می‌کردند. | [ ۲۹ ]  |
| اهل سنت (عامه، اهل سنت و جماعت، تنزیلیه، عامه)                             | طحاویه                                                                              | ابوجعفر طحاوی (مـ ۳۲۱ ه‍.ق)                                                              | قرن چهارم ه‍.ق در مصر                               | — | طحاویه: اقتباس از لقب مؤسس فرقه | - اکثر عقائد عموم اهل سنت و جماعت - ممنوعیت قیام بر حاکم ولو ظالم باشد. - انکار تجسیم خدا - ترجیح نقل بر عقل (برخلاف ماتریدیه)                                                                    | | [ ۳۰ ]  |
| اهل سنت (عامه، اهل سنت و جماعت، تنزیلیه، عامه)                             | ماتریدیه                                                                            | ابومنصور ماتریدی سمرقندی (مـ ۳۳۳ ه‍.ق)                                                   | قرن چهارم ه‍.ق                                      | — | ماتریدیه: اقتباس از نام مؤسس فرقه | - اعتبار بخشیدن به عقل - ترجیح عقل بر نقل | فرقه ماتریدیه و اشعریه، هر دو با هم در یک عصر ظهر کردند و هر دو به نوعی یک گرایش و حرکت اعتقادی را آغاز کرده در حالی که از هم بی‌خبر بودند. | [ ۳۱ ]  |
| اهل سنت (عامه، اهل سنت و جماعت، تنزیلیه، عامه)                             | مرجئه (وعیدیه، شاکه)                                                                | حسن بن محمد بن حنفیه                                                                   | ۴۰ ه‍.ق در مدینه                                    | قرن دوم ه‍.ق | مرجئه: به جهت اعتقاد فرقه به تأخیر در بهشتی یا جهنمی دانستن افراد و ارجاع آن به قیامت | - اصالت عقیده در مقابل اعمال - عدم تأثیر اعمال بر عقیده و بلعکس - عاصی ندانستن عاصی به جهت احتمال توبه                                                                                            | شاخه‌های منشعب: یونسیه، عبیدیه، غسانیه، بوثوبانیه، تومنیه، صالحیه دیگر شاخه‌های فرعی: جهمیه، غیلانیه، بشبیه، شمریه، مرحبة الفقها، کرامیه، جحدریه، جعدیه، خالدیه، راجیه، معاذیه، رقاشیه، شانیه، علائیه، مریسیه، ماصریه، قبریه | [ ۳۲ ]  |
| اهل سنت (عامه، اهل سنت و جماعت، تنزیلیه، عامه)                             | کرامّیه                                                                              | محمد بن کرام بن عراف بن خزامه بن براء (مـ ۲۵۵ ه‍.ق)                                      | قرن سوم ه‍.ق                                        | قرن ششم تا هشتم ه‍.ق | کرامیه: اقتباس از نام مؤسس فرقه | - تجسیم خدا - غلو در صفات ظاهری خدا - عصمت پیامبران - حرمت کسب و کار | سلطان محمود غزنوی از مریدان ابن کرام بوده است. این فرقه شاخه‌ای از مرجئه است. | [ ۳۳ ]  |
| اهل سنت (عامه، اهل سنت و جماعت، تنزیلیه، عامه)                             | فارقیه                                                                              | —                                                                                      | —                                                 | — | فارقیه: به جهت اعتقاد به فرق بین ایمان و علم | - تفاوت بین ایمان و علم و غیریت این دو - نداشتن ایمان برای صاحب علم و نداشتن علم برای صاحب ایمان                                                                                                  | این فرقه از شاخه‌های منشعب شده از اهل سنت و جماعت هستند و جزء هفتاد و سه فرقه به‌شمار آمده است. | [ ۳۴ ]  |
| اهل سنت (عامه، اهل سنت و جماعت، تنزیلیه، عامه)                             | فرائضیه                                                                             | حاجی شریعت‌الله (مـ ۱۲۵۶ ه‍.ق)                                                            | قرن سیزدهم ه‍.ق در بنگال شرقی                       | — | فرائضیه: به جهت اعتقاد به عامل دانستن خود به فرائض دینی | - عقائدی شبیه به سلفی‌های وهابی | این جنبش سیاسی، به جهت استقلال پاکستان شکل گرفت. | [ ۳۵ ]  |
| خوارج (خارجیه، مارقین)                                                     | خوارج (حروریه، شراء، شراة)                                                          | عبدالله بن کواء و شبث بن ربعی (مـ ۷۰ ه‍.ق)                                               | ۳۷ ه‍.ق در حرورا از منطق کوفه                       | منقرض شده | حروریه: به جهت عزیمت به منطقه حرورا و سکونت در آنجا شراء: به جهت ادعای فدای آخرت شدن خوارج: مخالفان این فرقه به جهت خروج آنان از سپاه علی یا خروج از دین به آنها داده‌اند.                                | - خروج از اسلام به سبب ارتکاب به گناه کبیره - کفر علی بن ابی‌طالب، عثمان، معاویه و حکمین - عدم انحصار امامت در اعراب و قریش - اعتبار سنت                                                           | شاخه‌های منشعب: نسویه، شمیطیه، مبهوتیه، یحیاییه، زیادیه، عزریه، شمراخیه، سابئیه، فضیلیه، فضلیه، کوزیه، عبدلیه، کنزیه، محکمیه | [ ۳۶ ]  |
| خوارج (خارجیه، مارقین)                                                     | مُحکمة الاولی (محکمه)                                                                | عروة بن حدیر یا یزید بن عاصم محاربی                                                    | ۳۷ ه‍.ق در حرورا از منطق کوفه                       | منقرض شده | محکمه الاولی: به جهت اعتقادشان به شعار لا حکم الا لله | - خروج از اسلام به سبب ارتکاب به گناه کبیره - کفر علی بن ابی‌طالب، عثمان، معاویه و حکمین - عدم انحصار امامت در اعراب و قریش - اعتبار سنت                                                           | اولین فرقه از خوارج بودند که از پیروی از علی بن ابی طالب سر باز زدند و شمشیر کشیدند. | [ ۳۷ ]  |
| خوارج (خارجیه، مارقین)                                                     | اِباضیه                                                                              | عبدالله بن اباض تمیمی (مـ۸۰–۱۰۰ه‍.ق) و جابر بن یزید (مـ ۱۰۴ ه‍.ق)                          | ۶۵ ه‍.ق در بصره                                     | عمان، سیوه، حضرموت، جربه، زنگبار، طرابلس غرب و الجزایر                                                                               | اباضیه: اقتباس از نام مؤسس فرقه | - موحد دانستن عاصی به گناهان کبیره و مؤمن ندانستن وی - اعتقاداتی همچون عموم اهل سنت | شاخه‌های منشعب: وهبیه، حارثیه، طریفیه، نکار، نفاثیه، خلفیه، عمریه، حسنیه، سکاکیه، حفصیه، رستمیه و یزیدیه | [ ۳۸ ]  |
| خوارج (خارجیه، مارقین)                                                     | أزارَقه                                                                              | ابو راشد نافع بن ارزق (مـ ۶۵ ه‍.ق)                                                       | قرن دوم ه‍.ق                                        | منقرض شده | ازارقه: اقتباس از نام رهبر فرقه | - تکفیر مخالفان خود - حلیت جان، مال و ناموس مخالفان خود - انکار حکم سنگسار - قطع دست سارق بدون هیچ قید و شرطی - کفر علی بن ابی‌طالب                                                                | این فرقه، از افراطی‌های خوارج به‌شمار می‌آید. | [ ۳۹ ]  |
| خوارج (خارجیه، مارقین)                                                     | بیهسیه                                                                              | ابی‌بیهس هیصم بن جابر                                                                   |                                                   | منقرض شده | بیهسیه: اقتباس از لقب مؤسس فرقه | - اثبات کفر و ایمان عاصی، به حکم حاکم | کتب ملل و نحل این فرقه را جزء چهار فرقه اصلی خوارج آورده‌اند. شاخه‌های منشعب: عوفیه | [ ۴۰ ]  |
| خوارج (خارجیه، مارقین)                                                     | ثعالبه                                                                              | ثعلبة بن مشکان                                                                         | قرن دوم ه‍.ق در شرق ایران                           | منقرض شده | ثعالبه: اقتباس از نام مؤسس فرقه | - مخالفت با حکم برائت از کودکان نابالغ در مذهب عجارده | شاخه‌های منشعب: اخنسیه، رشیدیه، جرودیه، شیبانیه، معبیه، خلفیه، مکرمیه و زیادیه | [ ۴۱ ]  |
| خوارج (خارجیه، مارقین)                                                     | شحامیه                                                                              | ابویعقوب شحام                                                                          |                                                   | منقرض شده | شحامیه: اقتباس از لقب مؤسس فرقه | - صدور مقدور واحد از دو قادر | در ذکر نام مؤسس این فرقه، بین ابویعقوب شحام و علی بن محمد شحام اختلاف شده است. | [ ۴۲ ]  |
| خوارج (خارجیه، مارقین)                                                     | عجارده (عجردیه)                                                                     | عبدالکریم بن عجرد                                                                      | قرن دوم ه‍.ق                                        | منقرض شده | عجردیه: اقتباس از نام مؤسس فرقه | - بیزاری از کودکان تا قبل از پذیرش اسلام - حرمت تعدی به مال، جان و ناموس مخالفان - انکار سوره یوسف از قرآن                                                                                        | موسس این فرقه ابتدا از پیروان عطیه بن اسود بود که فرقه جدید عجارده را تأسیس کرد. شاخه‌های منشعب: خلفیه، صلتیه، حمزیه، شعیبیه، میمونیه، اطرافیه، جازمیه، ثعالبه، شیبانیه، بطیحیه، مجهولیه. | [ ۴۳ ]  |
| خوارج (خارجیه، مارقین)                                                     | صفریه                                                                               | عبدالله بن صفار                                                                        | قرن اول ه‍.ق در عراق                                | منقرض شد | صفریه: اقتباس از نام پدر مؤسس فرقه | - حکم سنگسار - تکفیر مرتکبان به گناه بدون حد - جواز ازدواج با کافر در دار تقیه | این فرقه بعدها به فرقه‌های مختلفی منشعب شد و منقرض گردید. | [ ۴۴ ]  |
| خوارج (خارجیه، مارقین)                                                     | ضاحکیه (ضحاکیه)                                                                     | ضحاک بن قیس خارجی شیبانی                                                               | بین‌النهرین                                        | منقرض شده | ضحاکیه: اقتباس از نام مؤسس فرقه | - جواز لعن بر معاویه، عمروبن عاص و عثمان - جواز نکاح مسلمان با کافر | ضحاک آخرین نفر از خوارج بود که از بین‌النهرین خروج کرد و پس از تصرف کوفه به دست مروان بن محمد کشته شد. | [ ۴۵ ]  |
| خوارج (خارجیه، مارقین)                                                     | شبیبیه                                                                              | شبیب بن یزید شیبانی                                                                    | ۷۶ ه‍.ق در موصل                                     | منقرض شده | شبیبیه: اقتباس از نام مؤسس فرقه | - جواز امامت زنان | این فرقه از دشمنان بنی امیه به‌شمار می‌آمدند که بر حجاج بن یوسف خروج کردند. | [ ۴۶ ]  |
| خوارج (خارجیه، مارقین)                                                     | راسبیه                                                                              | عبدالله بن وهب راسبی ازدی (مـ ۳۸ ه‍.ق)                                                   | قرن اول ه‍.ق                                        | ۳۸ ه‍.ق | راسبیه: اقتباس از نام مؤسس فرقه | — | | [ ۴۷ ]  |
| خوارج (خارجیه، مارقین)                                                     | نجدات                                                                               | نجده بن عامر (مـ ۶۹ ه‍.ق)                                                                | قرن اول ه‍.ق در یمامه، بحرین و عمان                 | منقرض شده | نجدات: به جهت داشتن پیروانی از نجد | - حذف حد شرابخواری از حدود شرعی - برابری دروغگو و کافر | پس از آنکه نافع بن ازرق حکم به جواز قتل کودکان مخالفان خود را داد، گروه‌هایی از جمله نجده از وی جدا شدند. با بدعت‌های نجده، گروهی از پیروانش او را امامت خلع و به توصیه خود او ابوفدیک را به جانشینی‌اش برگزیدند. شاخه‌های منشعب: عطویه، فدیکیه | [ ۴۸ ]  |
| خوارج (خارجیه، مارقین)                                                     | عوضیه                                                                               | —                                                                                      | —                                                 | منقرض شده | عوضیه: به جهت اعتقاد این فرقه به در عوض بودن بهشت و جهنم از طاعت و معصیت | - ورود افراد به بهشت به شرط طاعت - بهشتی بودن کودکان - انکار شفاعت و میزان | | [ ۴۹ ]  |
| خوارج (خارجیه، مارقین)                                                     | شیبانیه (سیانیه)                                                                    | شیبان بن سلمه خارجی                                                                    | ۱۳۵ ه‍.ق                                            | منقرض شده | شیبانیه: اقتباس از نام مؤسس فرقه | - آفریده شدن علم در خداوند - جبر آدمیان | این گروه به کمک ابومسلم خراسانی قیام کردند. | [ ۵۰ ]  |
| خوارج (خارجیه، مارقین)                                                     | فدیکیه                                                                              | ابوفدیک                                                                                | بحرین، احساء و یمامه                              | منقرض شده | فدیکیه: اقتباس از نام رهبر فرقه | - مخالفت با نجده و نافع بن ازرق | ابوفدیک قاتل نجده بن عامر بوده است. این فرقه برخلاف سایر فرق خوارج در شمال عراق هیج حضوری نداشتند. | [ ۵۱ ]  |
| زیدیه                                                                      | زِیدیه                                                                               | زید بن علی (مـ ۱۲۲ ه‍.ق)                                                                 | ۱۲۰ ه‍.ق در کوفه                                    | صنعا در کشور یمن | زیدیه: اقتباس از نام یکی از رهبران آنان | - حذف عمر و ابوبکر از فهرست امامان خویش با وجود اعتقاد زید بن علی به امامت آنان. - گرایش در فقه و کلام به اهل سنت - امامت هر فاطمی نسبی که عالم، زاهد و شجاع باشد و قیام کند. - انکار عصمت و رجعت | در سال ۱۲۱ ه‍.ق و با قیام زید فرزند سجاد، و همین‌طور قیام فرزند او در سال ۱۲۶ ه‍.ق که شکست آن دو را به همراه داشت، فرقه زیدیه شکل گرفت. آورده‌اند زید یکسال قبل از قیام دعوت مخفیانه خود را شروع کرده بود. شاخه‌های منشعب: حسینیان، حسنیه، خلفیه، دکینیه، ذکیریه، مرثیه، طالقانیه، طرفیه، صباحیه، مطرفیه، نعیمیه، یعقوبیه و عقبیه                                       | [ ۵۲ ]  |
| زیدیه                                                                      | خَشبیّه (سرخابیه)                                                                     | سرخاب                                                                                  | قرن اول ه‍.ق                                        | منقرض شده | سرخابیه: اقتباس از نام مؤسس فرقه خشبیه: به جهت تنها سلاحشان که چوب بوده است. | — | این فرقه پس از خروج مختار ثقفی، قیام کردند. | [ ۵۳ ]  |
| زیدیه                                                                      | کوکبیّه                                                                              | حسین کوکبی                                                                             | قرن سوم ه‍.ق در قزوین                               | — | کوکبیه: اقتباس از نام رئیس فرقه | - امامت حسین کوکبی | | [ ۵۴ ]  |
| زیدیه                                                                      | صالحیُه (اَبتریه، بُتریه، مبتوریه)                                                     | حسن بن صالح بن حی همدانی ثوری کوفی (مـ ۱۸۶ ه‍.ق) و کثیر النواء ملقب به ابتر              | قرن دوم ه‍.ق                                        | منقرض شده | ابتریه: اقتباس از لقب مؤسس فرقه | - تفویض امامت توسط علی بن ابی‌طالب به سایر خلفاء - صحت امامت فاضل بر افضل با رضایت هر دو - انتخابی بودن امام - سکوت دربارهٔ عثمان                                                                   | شهرستانی با وجود اینکه دو مذهب صالحیه و بتریه را جدای از هم ذکر کرده، آن دو را یک فرقه دانسته است. شیخ طوسی این فرقه را به جهت اعتقاد به انتخابی بودن امام، جزء فرقه‌های شیعه محسوب نمی‌کند. | [ ۵۵ ]  |
| زیدیه                                                                      | عَجلیّه                                                                               | هارون بن سعید عجلی (مـ ۱۴۵ ه‍.ق)                                                         | قرن دوم ه‍.ق                                        | — | عجلیه: اقتباس از نام مؤسس فرقه | - تفویض امامت توسط علی بن ابی‌طالب به سایر خلفاء - صحت امامت فاضل بر افضل با رضایت هر دو - انتخابی بودن امام - سکوت دربارهٔ عثمان                                                                   | این طایفه نیز شاخه‌ای از بتریه محسوب می‌شوند. هارون از اصحاب جعفر صادق و از اهالی کوفه بود. | [ ۵۶ ]  |
| زیدیه                                                                      | سُلیمانیّه (جریریه)                                                                   | سلیمان (سلیم) بن جریر                                                                  | قرن دوم ه‍.ق                                        | — | سلیمانیه، جریریه: اقتباس از نام مؤسس فرقه | - انتصابی بودن امام - جواز امامت مفضول بر افضل - پذیرش امامت ابوبکر و عمر - کفر عثمان - شورایی بودن امامت                                                                                         | شیخ طوسی این فرقه را به جهت اعتقاد به انتخابی بودن امام، جزء فرقه‌های شیعه محسوب نمی‌کند. | [ ۵۷ ]  |
| زیدیه                                                                      | قاسمیّه (هادیه)                                                                      | قاسم بن ابراهیم بن اسماعیل الحسنی (مـ ۲۴۶ ه‍.ق)                                          | ۱۹۹ ه‍.ق در جبال قدس اطراف مدینه                    | — | قاسمیه: اقتباس از نام مؤسس فرقه | - امامت قاسم بن ابراهیم پس از محمد بن ابراهیم (برادرش) | رهبر این فرقه پس از مرگ برادرش محمد بن ابراهیم ادعای امامت کرد. | [ ۵۸ ]  |
| زیدیه                                                                      | ناصریّه                                                                              | ابومحمد الحسن بن علی اطروش (مـ ۳۰۱ ه‍.ق)                                                 | قرن دوم ه‍.ق دیلم و گیلان                           | — | ناصریه: اقتباس از لقب مؤسس فرق | - امامت ناصر الحق | | [ ۵۹ ]  |
| زیدیه                                                                      | جارودیه (سَرحوبیه)                                                                   | ابی جارود زیاد بن منذر همدانی (مـ ۱۵۰ ه‍.ق)                                              | ۱۲۲ ه‍.ق در خراسان                                  | — | جارودیه: اقتباس از لقب مؤسس فرقه سرحوبیه: اقتباس از لقب مؤسس فرقه | - وضع امامت به وصف نه به نص - اشتباه مسلمانان در تشخیص وصف در بیعت با ابوبکر - انکار بدا و تقیه - افضلیت علی بن ابی‌طالب و امامت وی - مهدویت زید بن علی - کفر هر سیدی که قیام نکند                 | شیخ مفید، در بین تمام مذاهب و فرق زیدیه، تنها جارودیه را لایق عنوان شیعه دانسته است. شاخه‌های منشعب: ابرقیه | [ ۶۰ ]  |
| زیدیه                                                                      | إدریسیه (ادریسیان)                                                                  | ادریس بن عبدالله (مـ ۱۷۷ ه‍.ق)                                                           | ۱۷۲ ه‍.ق در شهر ولیله کشور مراکش                    | ۳۷۵ ه‍.ق | ادریسیه: اقتباس از نام مؤسس فرقه | - امامت ادریس بن عبدالله | ادریسیه به سرکردگی ادریس بن عبدالله، در مراکش توانست اولین حکومت مستقل شیعه را تأسیس کند. | [ ۶۱ ]  |
| زیدیه                                                                      | یَحیَویّه                                                                              | یحیی بن عبدالله بن حسن بن علی                                                          | دیلم                                              | — | یحیویه: اقتباس از نام رهبر فرقه | - انکار مرگ و مهدویت یحیی بن عبدالله | | [ ۶۲ ]  |
| زیدیه                                                                      | حُسینیه                                                                              | حسین بن قاسم (مـ ۴۰۴ ه‍.ق)                                                               | ۳۹۲ ه‍.ق در یمن                                     | ۸۴۰ ه‍.ق | حسینیه: اقتباس از نام رهبر فرقه | - انکار مرگ و مهدویت حسین بن قاسم - برتری حسین بن قاسم بر پیامبر اسلام | | [ ۶۳ ]  |
| زیدیه                                                                      | عُمَریّه                                                                               | یحیی بن عمر بن یحیی بن حسین بن حسین بن زید بن علی                                      | ۲۳۵ ه‍.ق در خراسان                                  | — | — | - انکار مرگ یحیی بن عمر و مهدویت وی - خروج یحیی بن عمر در آخرالزمان و سقوط بنی عباس | رهبر این فرقه دو بار قیام کرده و در قیام دوم به دست محمد بن طاهر و در کوفه کشته شده و سرش به نزد المستعین بالله عباسی برده شد. | [ ۶۴ ]  |
| زیدیه                                                                      | یمانیه                                                                              | محمد بن یمانی کوفی                                                                     | —                                                 | — | یمانیه: اقتباس از نام مؤسس فرقه | - اجزاء داشتن خدا - تغییر در اجزاء خدا بجز در چهره وی - همانند انسان بودن خدا - انکار قیامت - حلیت خوردن شراب و مردار                                                                             | | [ ۶۵ ]  |
| سَلَفیه (صفاتیه)                                                             | اهل حدیث (سلفیه)                                                                    | پیروان سلف صالح                                                                        | قرن سوم ه‍.ق                                        | — | سلفیه: به جهت تبعیت از علماء و محدثین متقدم | - تجسیم خدا - عدم خلقت قرآن | شاخه‌های منشعب: قضائیه | [ ۶۶ ]  |
| سَلَفیه (صفاتیه)                                                             | کلابیه                                                                              | ابوعبدالله بن کلاب                                                                     | قرن سوم ه‍.ق                                        | — | کلابیه: اقتباس از نام مؤسس فرقه | - نشنیدن خدا و شنیده نشدن صدای او - انتقال پیام وحی توسط الهام از طرف خدا و به واسطه جبرئیل | ابوالحسن اشعری، خود از پیروان این فرقه بود و سپس افکارش توسط شاگردان او بسط داده شد و فرقه اشعریه را شکل داد. | [ ۶۷ ]  |
| سَلَفیه (صفاتیه)                                                             | اشعریه (اشاعره، رهبانیه)                                                            | ابوالحسن اشعری (مـ ۳۳۰ ه‍.ق)                                                             | ۳۰۰ ه‍.ق در بصره و بغداد                            | ن/م | رهبانیه: توسط مخالفان به رهبانیه خوانده شدند. اشعریه، اشاعره: اقتباس از نام مؤسس فرقه | - ارجحیت نقل بر عقل (به مرور زمان بلعکس شد) - امکان مشاهده خدا - قدیم بودن کلام خدا - جواز تکلیف مالایطاق از جانب خدا                                                                             | ابوالحسن اشعری که در ابتدا از معتزله بود، پس از مدتی در سن چهل سالگی مذهب اشعریه را تأسیس کرد. فرقه‌های منشعب: باسطیه | [ ۶۸ ]  |
| سَلَفیه (صفاتیه)                                                             | وهابیت (محمدیه)                                                                     | محمد بن عبدالوهاب (مـ ۱۲۰۶ ه‍.ق)                                                         | قرن دوازدهم ه‍.ق در نجد                             | حاکم بر عربستان سعودی | محمدیه: اقتباس از نام مؤسس فرقه وهابیت: توسط مخالفان و مقتبس از نام مؤسس فرقه | - انکار شفاعت و توسل - تکفیر مخالفان | محمد بن عبدالوهاب با توجه به آثار ابن تیمیه، مذهب وهابیت را شکل داد. | [ ۶۹ ]  |
| سَلَفیه (صفاتیه)                                                             | لفظیه                                                                               | حسین کرابیسی (مـ ۲۴۸ ه‍.ق)                                                               | قرن سوم ه‍.ق                                        | — | لفظیه: به جهت باور به یکی بودن لفظ و ملفوظ | - یکی بودن لفظ و ملفوظ - قدمت قرآن | | [ ۷۰ ]  |
| سَلَفیه (صفاتیه)                                                             | فاضلیه (مخلوقیه، نصفیه، حشویه، ساویه، مالکیه)                                       | —                                                                                      | —                                                 | — | فاضلیه: به جهت باور به تفضیل نبی بر قرآن مخلوقیه: به جهت باور به مخلوقیت قرآن نصفیه: به جهت باور به خلقت نصفی از قرآن                                                                                    | - تفضیل نبی بر قرآن - مخلوقیت قرآن - کفر منکر مخلوقیت قرآن - خلقت نصف قرآن و قدمت نیمی دیگر از آن                                                                                                 | این فرقه، در مقابل فرقه لفظیه شکل گرفته است. | [ ۷۱ ]  |
| سَلَفیه (صفاتیه)                                                             | صاعدیه                                                                              | ابن صاعد                                                                               | —                                                 | — | صاعدیه: اقتباس از نام مؤسس فرقه | - انکار ختام نبوت با محمد و امکان بعثت پیامبران جدید | | [ ۷۲ ]  |
| اسماعیلیه (تعلیمیه، حشیشیه، حشاشین، سبعیه، سفاکین، فدائیه، فداویه، ملاحده) | خالصه (واقفه، تعلیمیه، سبعیه)                                                       | مقلاص بن ابی الخطاب (مـ ۱۴۳ ه‍.ق)                                                        | ۱۳۵ ه‍.ق در کوفه                                    | با گذر زمان منقرض شده | اسماعیلیه: به جهت باور به امامتاسماعیل بن جعفر تعلیمیه: اقتباس از صفتشان که در خراسان به آن شهره‌اند سبعیه: به جهت باور به‌شمار ائمه به عدد هفت دور                                                        | - امامت اسماعیل فرزند جعفر صادق ومهدویت وی | شاخه‌های منشعب: ناصریه و غیاثیه | [ ۷۳ ]  |
| اسماعیلیه (تعلیمیه، حشیشیه، حشاشین، سبعیه، سفاکین، فدائیه، فداویه، ملاحده) | ناصریه                                                                              | ناصرخسرو قبادیانی (مـ ۴۸۱ ه‍.ق)                                                          | قرن پنجم ه‍.ق در طخارستان                           | — | ناصریه: اقتباس از نام رهبر فرقه | - رهبر بودن ناصرخسرو در مسائل دینیه - تقدس و زیارت قبر وی | این فرقه از اسماعیلیه خالصه منشعب شده و مورد توجه سایر فِرَق اسماعیله قرار گفته است. | [ ۷۴ ]  |
| اسماعیلیه (تعلیمیه، حشیشیه، حشاشین، سبعیه، سفاکین، فدائیه، فداویه، ملاحده) | مبارکیه                                                                             | مبارک غلام اسماعیل بن جعفر                                                             | قرن دوم ه‍.ق کوفه                                   | ن/م | مبارکیه: اقتباس از نام مؤسس فرقه | - امامت محمد بن اسماعیل پس از امامت جعفر صادق | | [ ۷۵ ]  |
| اسماعیلیه (تعلیمیه، حشیشیه، حشاشین، سبعیه، سفاکین، فدائیه، فداویه، ملاحده) | قرمطیان (قرمطیه، قرامطه، باطنیه، مأمونیه)                                           | حمدان بن اشعث قرمط                                                                     | ۲۶۱ ه‍.ق در منطقه واسط، کشور عراق                   | با گذر زمان و در بین سال‌های ۳۷۸ ه‍.ق تا ۴۴۴ ه‍.ق در عراق و در سال ۴۷۰ ه‍.ق در تمام مناطق و به‌طور کامل منقرض شدند.                          | قرمطیان: اقتباس از نام مؤسس فرقه باطنیه: به جهت اعتقاد به وجود ظاهر و باطن برای قرآن و احادیث مأمونیه: به جهت مأموریت مأمون بن مهرویه برای دعوت اهالی فارس به این فرقه                                   | - انکار مرگ محمد بن اسماعیل و رجعت و مهدویت وی - حلیت اکل خمر - لغو حکم غسل جنابت - نماز با شکلی متفاوت                                                                                           | قرامطه نسبت به دگراندیشان فرقه خویش، سخت‌گیر بوده و مال و جان آنان را مباح می‌دانستند؛ همین امر سبب شد تا آنان افراد زیادی را کشته و زخمی و اموال فراوانی را غارت کنند. این امور باعث شد تا افکار عمومی، قرمطیان را خارجی از دین بدانند. شاخه‌های منشعب: بقلیه، شباشیه، عقدانیه                                                                                     | [ ۷۶ ]  |
| اسماعیلیه (تعلیمیه، حشیشیه، حشاشین، سبعیه، سفاکین، فدائیه، فداویه، ملاحده) | فاطمیان (ساطیان، فاطمیه، مهدویه)                                                    | عبیدالله مهدی (مـ ۳۲۲ ه‍.ق)                                                              | ۲۹۲ ه‍.ق آفریقا و مصر                               | ۵۶۷ ه‍.ق به دست صلاح الدین ایوبی | فاطمیان: به جهت نسب سرکردگان فرقه که به فاطمه زهرا ختم می‌شود ساطیان: نگارش اشتباه از فاطمیان | - حذف نام علی بن ابی‌طالب از فهرست امامان به جهت اساسیت وی در فهرست - امامت اسماعیل بن جعفر به عنوان ششمین امام                                                                                    | احتمال یکی بودن دو فرقه فاطمیان و قرمطیان داده‌شده است. | [ ۷۷ ]  |
| اسماعیلیه (تعلیمیه، حشیشیه، حشاشین، سبعیه، سفاکین، فدائیه، فداویه، ملاحده) | دروزیه (مذهب توحید)                                                                 | حمزه بن علی لباد                                                                       | ۴۰۸ ه‍.ق در مصر                                     | لبنان، دمشق و جبل حوران | دروزیه: اقتباس از نام مؤسس فرقه (به معنای خیاط) | - الوهیت حاکم بامرالله - انکار مرگ حاکم بامرالله - حلولیت و تناسخ - حلیت ازدواج با محارم | رئیس این فرقه از اسماعیلیان فاطمی بود که از آنها جدا و فرقه جدیدی تأسیس کرد. | [ ۷۸ ]  |
| اسماعیلیه (تعلیمیه، حشیشیه، حشاشین، سبعیه، سفاکین، فدائیه، فداویه، ملاحده) | نزاریه (خوجه، آقاخانیه، صباحیه، مسقطیه)                                             | حسن صباح (مـ ۵۱۸ ه‍.ق)                                                                   | ۱۷۱ ه‍.ق در شام، عراق و ایران (قلعه الموت)          | ایران، آسیای میانه، آفریقا و هند | خوجه: از جانب مخالفان به این نام خوانده شدند. آقاخانیه: اقتباس از نام مؤسس این فرقه مسقطیه: به جهت باور به اسقاط فروع دین توسط امام                                                                      | - انکار امامت حسن بن علی - آغاز فهرست امامان از علی بن ابی‌طالب - فارسی دانستن زبان دین - بی‌اهمیت نسبت به تعالیم و تکالیف دینی                                                                     | شاخه‌های منشعب: سنانیه، مومن‌شاهی، قاسم‌شاهی و آقاخانیه | [ ۷۹ ]  |
| اسماعیلیه (تعلیمیه، حشیشیه، حشاشین، سبعیه، سفاکین، فدائیه، فداویه، ملاحده) | حافظیه (مجیدیه)                                                                     | ابوالمیمون عبدالمجید (مـ ۵۴۴ ه‍.ق)                                                       | ۵۲۶ ه‍.ق در مصر، شام و یمن                          | — | مجیدیه: اقتباس از نام مؤسس فرقه | - امامت ابوالمیمون عبدالمجید پس از مرگ جانشین الآمر باحکام الله | این فرقه از انشعاب فرقه مستعلویه، پس از فوت الآمر باحکام الله (جانشین مستعلی) به وجود آمد. | [ ۸۰ ]  |
| اسماعیلیه (تعلیمیه، حشیشیه، حشاشین، سبعیه، سفاکین، فدائیه، فداویه، ملاحده) | طیبیه (آمریه)                                                                       | طیب بن آمر باحکام الله                                                                 | ۵۲۴ ه‍.ق در مصر و شام                               | — | طیبیه، آمریه: اقتباس از نام مؤسس فرقه | - امامت طیب بن آمر - مهدویت و غیبت طیب بن آمر | این فرقه از انشعاب فرقه مستعلویه، پس از فوت الآمر باحکام الله (جانشین مستعلی) به وجود آمد. | [ ۸۱ ]  |
| اسماعیلیه (تعلیمیه، حشیشیه، حشاشین، سبعیه، سفاکین، فدائیه، فداویه، ملاحده) | داودیه (بهره داودی)                                                                 | داود برهان الدین                                                                       |                                                   | این فرقه به دو شاخه علویه و ناکوشیه منشعب شدند که فرقه دوم پس از مدتی به مذهب اهل سنت و جماعت و فرقه اول به دین هندوئیسم تمایل یافت. | داودیه، بهره داودی: اقتباس از نام مؤسس فرقه | این دو انشعاب از فرقه طیبه، از جهت اعتقادات با هم یکی بوده و تنها در شخص داعی اختلاف داشته‌اند. | با مرگ داوود بن عجب شاه (بیست و ششمین داعی و نماینده مطلق امام اسماعیلیان)، فرقه طیبیه به دو فرقه داودیه و سلیمانیه منشعب شد. | [ ۸۲ ]  |
| اسماعیلیه (تعلیمیه، حشیشیه، حشاشین، سبعیه، سفاکین، فدائیه، فداویه، ملاحده) | سلیمانیه (بهره سلیمانی)                                                             | سلیمان بن حسن                                                                          | ۹۹۶ ه‍.ق در یمن                                     | نواحی شمالی یمن و بخش‌هایی از هندوستان                                                                                                | سلیمانیه: اقتباس از نام مؤسس فرقه | این دو انشعاب از فرقه طیبه، از جهت اعتقادات با هم یکی بوده و تنها در شخص داعی اختلاف داشته‌اند. | با مرگ داوود بن عجب شاه (بیست و ششمین داعی و نماینده مطلق امام اسماعیلیان)، فرقه طیبیه به دو فرقه داودیه و سلیمانیه منشعب شد. | [ ۸۳ ]  |
| اسماعیلیه (تعلیمیه، حشیشیه، حشاشین، سبعیه، سفاکین، فدائیه، فداویه، ملاحده) | مقنعه (ابیضیه)                                                                      | عطاء مروی مقنع (مـ ۱۶۳ ه‍.ق)                                                             | قرن دوم ه‍.ق                                        | پیروان مقنع، پس از مرگش، به دیگر فرق اسماعیله گرویدند و مذهب آنان خود به خود منقرض شد.                                               | مقنعه: اقتباس از نام مؤسس فرقه | - حلول روح ابومسلم خراسانی در بدن عطاء مروی مقنع - نبوت و الوهیت عطاء مروی مقنع | | [ ۸۴ ]  |
| اسماعیلیه (تعلیمیه، حشیشیه، حشاشین، سبعیه، سفاکین، فدائیه، فداویه، ملاحده) | مراغیه (کله بزیه، مانوی)                                                            | —                                                                                      | الموت و مراغه                                     | اطراف شاهرود و روستای گوره‌در و دیگین در نزدیکی الموت و خرقان قزوین                                                                   | کله بزیه: به جهت نگهداری کله بز در خانه خود مراغیه: به جهت تأسیس فرقه در مراغه | - کراهت خوردن گوشت حیوانات مریض - احترام به حسن صباح - پرهیز از رابطه جنسی با زنان باردار - حرمت خرید برده - حرمت طلاق - حرمت تعدد زوجات                                                          | این فرقه از باطنیان بوده و به مزدکیان نسبت داده شدند. | [ ۸۵ ]  |
| اسماعیلیه                                                                  | مستعلیه (بهره)                                                                      | عادة عبدالله یمنی یا مستعلی بن مستنصر                                                  | ۴۶۰ ه‍.ق هند، مصر، یمن و شام                        | جزیرة العرب، حواشی خلیج فارس، سوریه و هند                                                                                            | مستعلیه: اقتباس شده از نام مؤسس فرقه (بکاربرده شده در مصر، یمن و مغرب) بهره: به جهت قبول فرقه توسط تجار (بکاربرده شده در هند)                                                                            | - مهدویت و غیبت طیب فرزند آمر بالله | این فرقه انشعابی از فرقه فاطمیان بود که باورشان در فهرست امامان، همچون فاطمیان گزارش شده است. این فرقه در سال ۵۵۷ ه‍.ق منقرض شد اما پس از مدتی با نام بهره در هند مجدداً احیا گردید. | [ ۸۶ ]  |
| کیسانیه                                                                    | مختاریه (کیسانیه خالص، کیسانیه خلص)                                                 | مختار ثقفی (مـ ۶۷ ه‍.ق) و کیسان ابوعمره                                                  | ۶۶ ه‍.ق در کوفه                                     | منقرض شدند. | کیسانیه: اقتباس از نام رئیس پلیس حکومت مختار مختاریه: اقتباس از نام مختار که دعوت به امامت محمد حنفیه می‌نمود                                                                                             | - امامت محمد حنفیه پس از حسین بن علی - مهدویت و بدا در امامت محمد حنفیه - تناسخ و حلول - رجعت | این فرقه اولین انشعاب در فرقه تشیع بود که با مرگ محمد حنفیه به ۱۲ فرقه دیگر منشعب شد. | [ ۸۷ ]  |
| کیسانیه                                                                    | سراجیه                                                                              | حسان بن سراج                                                                           | —                                                 | منقرض شدند. | سراجیه: اقتباس از نام مؤسس فرقه | - امامت محمد حنفیه و مهدویت وی | | [ ۸۸ ]  |
| کیسانیه                                                                    | هاشمیه                                                                              | ابوهاشم عبدالله بن محمد بن حنفیه                                                       | قرن اول ه‍.ق                                        | منقرض شدند. | هاشمیه: اقتباس از نام رهبر فرقه | - امامت ابوهاشم - ادامه امامت در فرزندان عباس بن عبدالمطلب پس از ابوهاشم - عالم بودن امام به تمام امور - عالم بودن علی بن ابی‌طالب به تمام علوم و آموختن علوم به محمد حنفیه و سپس به ابوهاشم       | پس از مرگ ابوهاشم، این فرقه به پنج فرقه دیگر منشعب شد. | [ ۸۹ ]  |
| کیسانیه                                                                    | کربیه                                                                               | ابوکرب ضریر                                                                            | —                                                 | منقرض شدند. | کربیه: اقتباس از نام رهبر فرقه (به معنای نابینایی) | - امامت محمد حنفیه - انکار مرگ و اعتقاد به مهدویت محمد حنفیه - زیستن محمد حنفیه در کوه رضوی | | [ ۹۰ ]  |
| شیخیه                                                                      | شیخیه (پشت سری‌ها، پشت سریه)                                                         | زین‌الدین احمد احسائی (مـ ۱۲۴۱ ه‍.ق)                                                      | قرن سیزدهم ه‍.ق در عراق                             | — | شیخیه: مقتبس از لقب مؤسس فرقه پشت سری: به جهت خواندن نماز در پشت سر قبر امامان و باطل دانستن نماز در جلوی قبرشان                                                                                         | - اصول دین (ارکان اربعه): توحید، نبوت، امامت و رکن رابع - انکار معاد جسمانی - لازم دانستن حقانیت قرآن و عدل و معاد به واسطه اعتقاد به نبوت                                                        | پس از احمد احسائی، شاگردش سید کاظم رشتی (م ۱۲۵۹ ه‍.ق) جانشین وی شد. | [ ۹۱ ]  |
| شیخیه                                                                      | کشفیه                                                                               | سید کاظم رشتی (مـ ۱۲۵۹ ه‍.ق)                                                             | ۱۲۴۱ ه‍.ق در ایران                                  | — | | - اصول دین (ارکان اربعه): توحید، نبوت، امامت و رکن رابع - انکار معاد جسمانی - لازم دانستن حقانیت قرآن و عدل و معاد به واسطه اعتقاد به نبوت                                                        | این فرقه انشعابی از شیخیه است. رهبر این فرقه شاگرد و نائب احمد احسائی بوده است. | [ ۹۲ ]  |
| شیخیه                                                                      | کریمخانیه (کرمانیه، رکنیه)                                                          | محمد کریم‌خان قاجار (مـ ۱۲۷۶ه‍.ق)                                                         | قرن سیزدهم ه‍.ق در کرمان                            | — | کریمخانیه: اقتباس از نام مؤسس فرقه رکنیه: به جهت ابداع رکن رابع توسط مؤسس این فرقه کرمانیه: به جهت تأسیس فرقه در کرمان                                                                                   | - اصول دین (ارکان اربعه): توحید، نبوت، امامت و رکن رابع - انکار معاد جسمانی - لازم دانستن حقانیت قرآن و عدل و معاد به واسطه اعتقاد به نبوت                                                        | محمد کریم‌خان پسر عمو و داماد فتحعلی شاه و از شاگردان کاظم رشتی بوده است. فرقه تأسیس شده توسط او، شاخه‌ای از کشفیه است. | [ ۹۳ ]  |
| شیخیه                                                                      | باقریه                                                                              | محمدباقر خندق‌آبادی                                                                     | ۱۲۷۶ ه‍.ق در همدان                                  | — | باقریه: اقتباس از نام مؤسس فرقه | - اصول دین (ارکان اربعه): توحید، نبوت، امامت و رکن رابع - انکار معاد جسمانی - لازم دانستن حقانیت قرآن و عدل و معاد به واسطه اعتقاد به نبوت                                                        | وی از شاگردان محمد کریم‌خان بوده است. این فرقه شاخه‌ای از کریمخانیه است. | [ ۹۴ ]  |
| شیخیه                                                                      | احقاقیه                                                                             | ملا محمدباقر اسکوئی (مـ ۱۳۰۱ ه‍.ق)                                                       | قرن سیزدهم ه‍.ق در کربلا                            | منطقه آذربایجان، کشور کویت، شهر کربلا و حواشی خلیج فارس                                                                              | احقاقیه: اقتباس از نام کتابی از مؤسس فرقه | - انکار رکن رابع به عنوان اصول دین - لعن محمد کریم‌خان | این فرقه شاخه‌ای از کشفیه است و از دسته شیخیه آذربایجان محسوب می‌شود. رهبر کنونی این طایفه رسول احقاقی است. | [ ۹۵ ]  |
| شیخیه                                                                      | حجةالاسلامیه                                                                        | محمد مامقانی (مـ ۱۲۶۹ ه‍.ق)                                                              | ۱۲۴۱ ه‍.ق در تبریز                                  | منطقه آذربایجان، کشور کویت، شهر کربلا و حواشی خلیج فارس                                                                              | حجت‌الاسلامیه: اقتباس از لقب مؤسس فرقه | - انکار رکن رابع به عنوان اصول دین - لعن محمد کریم‌خان | این فرقه انشعابی از شیخیه است و در دسته‌بندی از شیخیه آذربایجان محسوب می‌شود. پیروان این فرقه به مخالفت و تکفیر علی‌محمد باب پرداختند. | [ ۹۶ ]  |
| شیخیه                                                                      | ثقةالاسلامیه                                                                        | شفیع ثقةالاسلام تبریزی (م۱۳۰۱ه‍.ق)                                                       | قرن سیزدهم ه‍.ق در تبریز                            | منطقه آذربایجان، کشور کویت، شهر کربلا و حواشی خلیج فارس                                                                              | ثقةالاسلامیه: اقتباس از لقب مؤسس فرقه | - انکار رکن رابع به عنوان اصول دین - لعن محمد کریم‌خان | این فرقه شاخه‌ای از کشفیه بوده و از دسته شیخیه آذربایجان محسوب می‌شوند. شاخه‌ها منشعب: عمیدالاسلامیه | [ ۹۷ ]  |
| فرقه‌های مستقل                                                              | پسیخانیه (محمودیه، واحدیه، نقطویه)                                                  | محمود پیسخانی گیلانی (مـ ۸۳۱ ه‍.ق)                                                       | ۸۰۰ ه‍.ق در ایران                                   | — | پسیخانیه: اقتباس از نام مؤسس فرقه نقطویه: به جهت اعتقاد به خلقت همه چیز از خاک (رهبر فرقه به خاک نقطه می‌گوید)                                                                                            | - قبح و البته جواز زناشویی - انکار بهشت، جهنم و قیامت - پرستش انسان کامل - مهدویت محمود پسیخانی                                                                                                   | | [ ۹۸ ]  |
| فرقه‌های مستقل                                                              | روشنیه (روشنیان)                                                                    | ابویزید (بایزید) انصاری (مـ ۹۹۴ ه‍.ق)                                                    | ۹۴۹ ه‍.ق در افغانستان                               | — | روشنیه: اقتباس از لقب مؤسس فرقه | - اعتقاداتی تلفیقی از اسلام و مسیحیت - مسیح و مهدی دانستن ابویزید انصاری - مطهر دانستن باد | رئیس فرقه در سال ۹۹۴ ه‍.ق به دار آویخته شد. | [ ۹۹ ]  |
| فرقه‌های مستقل                                                              | صباحیه                                                                              | ابوالصباح سمرقندی                                                                      | —                                                 | — | صباحیه: اقتباس از نام مؤسس فرقه | - قدم آفرینش و خلقت - حرمت ازدواج با زنان اهل کتاب - اشتباه علی بن ابی‌طالب در جنگ با معاویه | | [ ۱۰۰ ] |
| فرقه‌های مستقل                                                              | طالبیه                                                                              | طالب بن عبدالله بن صباح                                                                | —                                                 | — | طالبیه: اقتباس از نام مؤسس فرقه | - مظهریت محمد باقر | | [ ۱۰۱ ] |
| فرقه‌های مستقل                                                              | عثمانیه                                                                             | —                                                                                      | سجستان                                            | — | عثمانیه: به جهت باور به برتری عثمان بر دیگر خلفا | - برتری عثمان بر ابوبکر، عمر و علی بن ابی‌طالب | این فرقه به عنوان فرقه‌ای ناصبی دسته‌بندی می‌شود. | [ ۱۰۲ ] |
| فرقه‌های مستقل                                                              | غفاریه                                                                              | ابوغفار                                                                                | —                                                 | — | غفاریه: اقتباس از نام مؤسس فرقه | - حرمت گوشت خوک - حلیت مغز و چربی خوک | این فرقه اعتقادی همچون شیعیان امامیه دارند. | [ ۱۰۳ ] |
| فرقه‌های مستقل                                                              | ذکریه (نمازیه)                                                                      | محمدمهدی اتکی (مـ ۱۰۲۹ ه‍.ق)                                                             | قرن یازدهم در مکران                               | پاکستان و بلوچستان | ذکریه، نمازیه: به جهت باور به نسخ نماز به ذکر | - مهدویت و نبوت محمدمهدی اتکی - نسخ حکم نماز - نسخ حکم روزه رمضان - تعلق زکات نسبت به همه اموال - انکار قبله و حج                                                                                 | این فرقه خود را مسلمان نمی‌دانند با این حال، گرایشی شیعی دارند. | [ ۱۰۴ ] |
| فرقه‌های مستقل                                                              | فشاریه                                                                              | —                                                                                      | —                                                 | — | — | - اشتراک اموال دنیا بین تمام خلائق به جهت فرزندی آدم - حق دو برابری مردان نسبت به زنان | | [ ۱۰۵ ] |
| فرقه‌های مستقل                                                              | قولیه (مجردیه)                                                                      | —                                                                                      | —                                                 | — | قولیه، مجردیه: به جهت باور بحصول ایمان به مجرد قول لا اله الا الله | - مؤمن شدن با گفتن قول «لا اله الا الله» حتی اگر ایمان واقعی نباشد | | [ ۱۰۶ ] |
| فرقه‌های مستقل                                                              | سمعیه                                                                               | محمد بن سهل بصری سمعی                                                                  | —                                                 | — | سمعیه: اقتباس از نام مؤسس فرقه | - عدم قبول توبه قاتل قتل عمد | | [ ۱۰۷ ] |
| زنادقه                                                                     | راوندیه                                                                             | ابوالحسن احمد بن یحیی بن اسحاق راوندی (مـ ۲۹۸ ه‍.ق)                                      | قرن سوم ه‍.ق در راوند از توابع کاشان                | — | راوندیه: اقتباس از نام مؤسس فرقه | - نفی خدا - قدم عالم هستی - طعن به پیامبر اسلام | احمد بن یحیی راوندی که ابتدا از معتزله بود، به زنادقه پیوست و این فرقه را تأسیس نمود. شاخه‌های منشعب: عباسیه خلص | [ ۱۰۸ ] |
| زنادقه                                                                     | فانیه                                                                               | —                                                                                      | —                                                 | — | فانیه: به جهت اعتقادشان به فنای بهشت | - فنای بهشت و جهنم | | [ ۱۰۹ ] |
| زنادقه                                                                     | سمنیه (شمنیه)                                                                       | ابن حزم ازدی سمنی                                                                      | قرن دوم ه‍.ق در هند                                 | هند، چین و خراسان در ایران | سمنیه: اقتباس از نام رهبر مؤسس یا از نام بت مورد پرستش آنان | - تناسخ - تنها راه علم، از طریق حس | این فرقه در هند، چین و خراسان فراوان‌اند و از بت پرستان هندی بودند. | [ ۱۱۰ ] |
| زنادقه                                                                     | محروقیه (حرقیه)                                                                     | —                                                                                      | —                                                 | — | محروقیه: به جهت باور به یکبار سوختن در دوزخ | - عذاب شدن دوزخیان به یکبار سوختن و خاکستر شدن در دوزخ | | [ ۱۱۱ ] |
| جبریه (مجبّره)                                                              | جبریه                                                                               | —                                                                                      | قرن اول ه‍.ق در مدینه و شام                         | — | جبریه: به جهت باور به جبر بندگان در ارتکاب افعال | - انتساب خیر و شر به خدا - عدم اختیار در افعال | این فرقه در مقابل قدریه شکل گرفته‌اند. شاخه‌های منشعب: نهالیه، معتریه، سابقیه، مفروغیه، عجزیه، مضطربه | [ ۱۱۲ ] |
| جبریه (مجبّره)                                                              | صیاحیه (صباحیه)                                                                     | صیاح (صباح) بن معمّر                                                                    | —                                                 | — | صیاحیه: اقتباس از نام مؤسس فرقه | - عدم اختیار در افعال | | [ ۱۱۳ ] |
| جبریه (مجبّره)                                                              | متمنیه                                                                              | —                                                                                      | —                                                 | — | متمنیه: به جهت باورشان | - خیریت آنچه که نفس به آن آرام گیرد | | [ ۱۱۴ ] |
| جبریه (مجبّره)                                                              | وهمیه                                                                               | —                                                                                      | —                                                 | — | وهمیه: به جهت باورشان به وهم بودن افعال آدمی | - وهمیت افعال آدمی - انکار عذاب اخروی | | [ ۱۱۵ ] |
| جبریه (مجبّره)                                                              | کسبیه (کسلیه)                                                                       | —                                                                                      | —                                                 | — | کسبیه، کسلیه: به جهت نرفتن به سراغ کسب و کار یا به جهت اعتقاد به عدم کسب ثواب و عقاب بندگان | - اباحه‌گری - عدم نیاز خدا به طاعت بندگان - عدم ضرر خداوند از معصیت بندگان - عدم کسب ثواب و عقاب توسط بنده                                                                                         | | [ ۱۱۶ ] |
| جبریه (مجبّره)                                                              | نجاریه (حسینیه، مکتب نجاریه)                                                        | محمد بن حسین نجار (مـ ۲۸۹ ه‍.ق)                                                          | قرن سوم ه‍.ق بم واقع در کرمان                       | — | نجاریه: اقتباس از نام رهبر فرقه | - اعتقادی تلفیقی از اشاعره و معتزله - حدوث قرآن - نفی رویت خدا | شاخه‌های منشعب: برغوثیه، زعفرانیه و مستدرکه | [ ۱۱۷ ] |
| جبریه (مجبّره)                                                              | زعفرانیه                                                                            | الزعفرانی                                                                              | قرن سوم ه‍.ق در ری                                  | — | زعفرانیه: اقتباس از نام مؤسس فرقه | - حرمت انگور و کشمش (به جهت مورد علاقه بودن این دو خوراکی برای رئیس فرقه) - مخلوقیت قرآن با وجود اعتبار روایاتی که قرآن را غیر مخلوق می‌دانند - مخالفت با اسماعیلیه                                | این فرقه شاخه‌ای از مکتب النجار یا همان نجاریه است. | [ ۱۱۸ ] |
| جبریه (مجبّره)                                                              | مقاتلیه (مقابلیه)                                                                   | مقاتل بن سلیمان (مـ ۱۵۰ ه‍.ق)                                                            | قرن دوم ه‍.ق در بلخ                                 | — | مقاتلیه: اقتباس از نام مؤسس فرقه | - تجسیم خدا - ترکیب خدا از گوشت و خون | رهبر این فرقه از بزرگان مرجئه بود که بعدها این فرقه را تأسیس کرد. | [ ۱۱۹ ] |
| صوفیه (متصوفه)                                                             | تجانیه (تحینیه، تیجانیه)                                                            | ابوالعباس احمد بن محمد تیجانی (مـ ۱۲۳۰ ه‍.ق)                                             | ۱۱۸۶ ه‍.ق الجزایر، مراکش                            | الجزایر، مراکش | تجانیه، تیجانیه: اقتباس از نام مؤسس فرقه | - نبوت احمد تیجانی - وجوب زیارت قبر احمد تیجانی قبل از مراسم حج | این فرقه، طریقه‌ای از خلوتیه محسوب می‌گردد. | [ ۱۲۰ ] |
| صوفیه (متصوفه)                                                             | حروفیه                                                                              | فضل‌الله نعیمی تبریزی استرآبادی (مـ ۷۹۶ ه‍.ق)                                             | ۷۸۸ ه‍.ق تبریز                                      | منقرض شده | حروفیه: به جهت باور به تقدس حروف الفبا | - امامت و نبوت فضل‌الله نعیمی - قدم عالم - امکان رسیدن به الوهیت - دوازدهمین امام بودن فضل‌الله نعیمی                                                                                               | میرانشاه تیمور، پس از اطلاع از ظهور مذهب حروفیه، فضل‌الله نعیمی را احضار و وی را کشته و جسدش را در خیابان‌های تبریز کشاند. برخی از اعتقادات این فرقه منقرض شده، در فرقه بکتاشیه وارد شده است. | [ ۱۲۱ ] |
| صوفیه (متصوفه)                                                             | حلاجیه                                                                              | حسین بن منصور حلاج (مـ ۳۰۹ ه‍.ق)                                                         | ۲۹۶ ه‍.ق بغداد، اهواز                               | به مرور زمان منقرض شدند | حلاجیه: اقتباس از نام رهبر فرقه | - حلول روح خدا در جسم حلاج - وحدت وجود - بی اعتقادی نسبت به فرائض | حلاج در سال ۳۰۱ ه‍.ق دستگیر و در سال ۳۰۹ ه‍.ق به جرم ارتداد، به دار آویخته شد؛ سپس جسدش را سوزانیدند و سرش را بر بالای پل شهر بغداد آویختند. | [ ۱۲۲ ] |
| صوفیه (متصوفه)                                                             | ذهبیه (الهیه، محمدیه، علویه، رضویه، مهدیه، معروفیه، کبرویه، احمدیه)                 | عبدالله برزش‌آبادی (مـ نیمه دوم قرن نهم ه‍.ق)                                             | قرن نهم ه‍.ق                                        | ایران و انگلستان | ذهبیه: اقتباس از نام حدیث سلسله الذهب و ارتباط این فرقه به علی بن موسی الرضا معروفیه: اقتباس از نام یکی از اقطاب فرقه به نام معروف کرخی                                                                  | - ولایت کلیه شمسه - ولایت جزئیه قمریه | این فرقه به سبب یک کودتا توسط مؤسس آن، رخ داده است و این اولین کودتا در تصوف محسوب می‌شود. رهبر این فرقه در عصر معاصر، عبدالحمید گنجویان است که در انگلستان به سر می‌برد. | [ ۱۲۳ ] |
| صوفیه (متصوفه)                                                             | سالمیه (عوام السالمیه، سهلیه)                                                       | سهل تستری (مـ ۲۸۳ ه‍.ق)                                                                  | قرن سوم و چهارم ه‍.ق بصره و کوفه                    | — | سالمیه: اقتباس از نام شاگرد سهل تستری به نام ابوعبدالله محمد بن سالم (مـ ۲۹۷ ه‍.ق) سهیلیه: اقتباس از نام مؤسس فرقه                                                                                         | - پیروی از فقه مالک بن انس - تجلی خداوند - قدمت افعال خدا - بهتر بودن صبر نسبت به لذات از بهره‌بری آنها - توبه و سجده کردن ابلیس به آدم                                                            | | [ ۱۲۴ ] |
| صوفیه (متصوفه)                                                             | بکتاشیه                                                                             | حاج بکتاش (مـ ۷۳۸ ه‍.ق)                                                                  | ۱۳۲۶ میلادی آناتولی                               | ۱۹۲۲ میلادی | بکتاشیه: اقتباس از نام مؤسس فرقه | - گرایش به تشیع در عین ادعای تبعیت از اهل سنت - دشنام به ابوبکر، عمر و عثمان - تثلیث الله، محمد و علی - عشای ربانی                                                                                | این فرقه از فرقه حروفیه تعالیمی را کسب کرده است. شاخه‌های منشعب: بلکانیه | [ ۱۲۵ ] |
| صوفیه (متصوفه)                                                             | شمسیه                                                                               | شمس‌الدین ابوالثناء احمد بن ابوالبرکات محمد بن سیواس (یا سیواسی‌زاده - مـ ۱۰۰۹ ه‍.ق)       | قرن دهم ه‍.ق در سیواس                               | — | شمسیه: اقتباس از نام مؤسس فرقه | - اعتقادات فرقه خلوتیه | وی ابتدا از سران فرقه خلوتیه بود و در سیواس می‌زیست و برخی وی را مجدد فرقه خلوتیه دانند. | [ ۱۲۶ ] |
| صوفیه (متصوفه)                                                             | اویسیه                                                                              | اویس قرنی (مـ ۳۷ ه‍.ق)                                                                   | قرن ششم ه‍.ق                                        | آمریکا، کانادا و ایران | اویسیه: به جهت ختم طریقت به اویس قرنی | - عدم انتساب به هیچ شیخ و پیری - پیمودن سلوک با توسل به پیامبر اسلام | این طریقت توسط جلال الدین علی عنقا در ایران احیاء و مجدد تأسیس شد و به نام شاه مقصودی اویسی شناخته می‌شود. این طریق اکنون در ایران و برخی کشورها در جریان است. | [ ۱۲۷ ] |
| صوفیه (متصوفه)                                                             | احمدیه (بدویه)                                                                      | سید احمد بدوی (مـ ۶۷۵ ه‍.ق)                                                              | ۶۳۴ ه‍.ق در طنطا                                    | مصر | احمدیه، بدویه: اقتباس از نام مؤسس فرقه | — | شاخه‌های منشعب: شناویه، مرازقه، کنّاسیه، انبابیه، حمودیه، منائضیه، سلامیه، حلبیه، زاهدیه، شعیبیه، تسقیانیه، عربیه، سطوحیه، بنداریه، مسلمیه، شورون بلالیه و بیومیه | [ ۱۲۸ ] |
| صوفیه (متصوفه)                                                             | برهانیه (برهمیه، دُسُوقیه)                                                            | ابراهیم دسوقی (مـ ۶۷۶ ه‍.ق)                                                              | قرن هفتم ه‍.ق در مصر                                | — | برهانیه، دسوقیه، برهمیه: اقتباس از نام مؤسس فرقه | - الوهیت ابراهیم دسوقی | این طایفه از دو فرقه شهاویه و شرابنه شکل گرفته‌اند. | [ ۱۲۹ ] |
| صوفیه (متصوفه)                                                             | بسطامیه (طیفوریه، یزیدیه)                                                           | علی عشقی بسطامی (مـ ۷۶۱ ه‍.ق)                                                            | قرن هشتم ه‍.ق در بسطام و ترکیه                      | — | بسطامیه، طیفوریه، یزیدیه: اقتباس از بایزید بسطامی به عنوان پیر طریقت | - وحدت وجود - حلول | | [ ۱۳۰ ] |
| صوفیه (متصوفه)                                                             | عبدکیه                                                                              | عبدک                                                                                   | —                                                 | — | عبدکیه: اقتباس از نام مؤسس فرقه | - حرمت مال دنیا در عصری که امام عادل نباشد - اجازه تصرف در اموال مردم به حد قوت لایموت - حرمت گوشتخواری در عصر غیبت امام                                                                          | | [ ۱۳۱ ] |
| صوفیه (متصوفه)                                                             | ادهمیه                                                                              | ابراهیم ادهم (مـ ۷۷۶ م)                                                                | قرن هشتم ه‍.ق در بلخ                                | — | ادهمیه: اقتباس از نام مؤسس فرقه | - اقتباسی از اعتقادات آئین بودایی | شاخه‌های منشعب: چشتیه | [ ۱۳۲ ] |
| صوفیه (متصوفه)                                                             | نوریه                                                                               | —                                                                                      | —                                                 | — | نوریه: به جهت باور به حجاب نوری | - حجاب ناری و حجاب نوری | برخی نوریه را نام دیگری از صوفیه دانسته‌اند. | [ ۱۳۳ ] |
| صوفیه (متصوفه)                                                             | واصلیه                                                                              | —                                                                                      | —                                                 | — | — | - برداشته شدن تکالیف پس از واصل شدن و شناخت کامل حق - لزوم پذیرش درخواست مجامعت هر کسی از واصلیه پس از برانگیخته شدن شهوتش                                                                        | | [ ۱۳۴ ] |
| صوفیه (متصوفه)                                                             | رعینیه                                                                              | اسماعیل بن عبدالله رعینی                                                               | قرن چهارم و پنجم ه‍.ق در آندلس                      | — | رعینیه: اقتباس از نام مؤسس فرقه | - معاد روحانی - عدم مبعوث شدن اجساد از قبور - امامت اسماعیل بن عبدالله - حرمت همه اموال جز قوت لایموت                                                                                             | رهبر این فرقه مهم‌ترین مرید و شاگرد ابن مسره است. | [ ۱۳۵ ] |
| صوفیه (متصوفه)                                                             | اسماعیلیه                                                                           | اسماعیل بن عبدالله (مـ ۱۲۸۰ ه‍.ق)                                                        | ۱۲۵۸ ه‍.ق در سودان                                  | — | اسماعیلیه: اقتباس از نام مؤسس فرقه | — | این فرقه یک فرقه و حزب سیاسی است. | [ ۱۳۶ ] |
| صوفیه (متصوفه)                                                             | اشراقیه                                                                             | شهاب الدین سهرودی (مـ ۵۸۷ ه‍.ق)                                                          | قرن ششم ه‍.ق حلب                                    | — | اشراقیه: اقتباس از لقب رهبر فرقه | — | | [ ۱۳۷ ] |
| صوفیه (متصوفه)                                                             | قادریه                                                                              | عبدالقادر گیلانی (مـ ۵۶۱ ه‍.ق)                                                           | قرن ششم ه‍.ق بغداد                                  | — | قادریه: اقتباس از نام مؤسس فرقه | - اقتباسی از فقه اهل سنت و جماعت | شاخه‌های منشعب: یافعیه، مشارعیه، عرابیه، بناوه، گرزمر، اشرفیه، هندیه، خلوصیه، نابلسیه، رومیه، صَلْتِیه، فارضیه، قاسمیه، عماریه، عروسیه، بوعلیه، جلاله و بکائیه | [ ۱۳۸ ] |
| صوفیه (متصوفه)                                                             | اکبریه (حاتمیه)                                                                     | محی‌الدین بن عربی (مـ ۵۴۳ ه‍.ق)                                                           | قرن ششم ه‍.ق دمشق                                   | — | اکبریه: اقتباس از لقب رهبر فرقه، ملقب به شیخ اکبر حاتمیه: به جهت انتساب رهبر فرقه به خاندان حاتم طایی | - وحدت وجود | | [ ۱۳۹ ] |
| صوفیه (متصوفه)                                                             | بابائیه                                                                             | اسحاق ترکمانی کفرسودی                                                                  | ۶۳۸ ه‍.ق ادرنه (ادریانپول)                          | این فرقه در فرقه بکتاشیه ادغام شد | بابائیه: اقتباس از لقب مؤسس فرقه، ملقب به بابا اسحاق | - اعتقاداتی اقتباسی از تشیع | | [ ۱۴۰ ] |
| صوفیه (متصوفه)                                                             | بکائیه                                                                              | احمد بکائی کونتی (مـ ۹۱۱ ه‍.ق)                                                           | قرن دهم ه‍.ق سودان                                  | — | بکائیه: اقتباس از نام مؤسس فرقه | — | این فرقه از طایفه قادریه هستند. شاخه‌های منشعب: فضلیه و آل سیدیه | [ ۱۴۱ ] |
| صوفیه (متصوفه)                                                             | بونوحیه (بونیین)                                                                    | —                                                                                      | جنوب مراکش                                        | — | — | — | | [ ۱۴۲ ] |
| صوفیه (متصوفه)                                                             | بیبریه                                                                              | (مـ ۱۳۴۲ ه‍.ق)                                                                           | قرن سیزدهم ه‍.ق لیکیکیه در ترکیه                    | — | — | — | | [ ۱۴۳ ] |
| صوفیه (متصوفه)                                                             | حیدریه (حیدری)                                                                      | میر حیدر تونی (مـ ۸۳۰ ه‍.ق)                                                              | قرن نهم ه‍.ق در تبریز                               | — | حیدریه: اقتباس از نام مؤسس فرقه | — | برخی رهبر و مؤسس فرقه حیدریه را قطب‌الدین بن حیدری تونی (م ۶۱۸ ه‍.ق) مدفون در شهر زاوه (تربت حیدریه امروز) دانسته‌اند. | [ ۱۴۴ ] |
| صوفیه (متصوفه)                                                             | نعمتی (نعمتی، نعمت‌اللهی)                                                            | نعمت‌الله ولی (مـ ۸۳۴ ه‍.ق)                                                               | قرن نهم ه‍.ق در کرمان                               | — | نعمتیه: اقتباس از نام مؤسس فرقه | — | شاخه‌های منشعب: طاووسیه، نعمت‌اللهیه کوثریه، محبوب علیشاهی، شمسیه، کمیلیه، نوربخشیه، ذوالریاستین، نعمت‌اللهیه گنابادیه | [ ۱۴۵ ] |
| صوفیه (متصوفه)                                                             | شاذلیه                                                                              | علی بن عبدالله بن عبدالجبار بن تمیم بن هرمز شاذلی المغربی (مـ ۶۵۶ ه‍.ق)                  | شمال آفریقا (مصر، الجزایر و تونس)                 | — | شاذلیه: اقتباس از نام مؤسس فرقه | - زیارت و تقدس قبر رهبر فرقه در مصر - زهد و کناره‌گیری از دنیا - عدم توجه به خانقاه و خلوت | برای این فرقه، ۱۵ شاخه نام برده‌شده است. شاخه‌های منشعب: زیانیه، وفائیه، عروسیه، جذولیه، هفونیه | [ ۱۴۶ ] |
| صوفیه (متصوفه)                                                             | سوقیه                                                                               | —                                                                                      | —                                                 | — | — | — | | [ ۱۴۷ ] |
| صوفیه (متصوفه)                                                             | ملامتیه                                                                             | ابوحفص حداد (مـ ۲۶۴ ه‍.ق) و حمدون قصار (مـ ۲۷۰ ه‍.ق)                                       | قرن سوم ه‍.ق در نیشابور                             | با وجود آنکه اعتقاد ملامتیه به مرور زمان رو به زوال گذاشت، در قرون اخیر در ترکیه فرقه ملامتیه قوت گرفته است                          | ملامتیه: اعتقاد به فضیلت ملامت شدن توسط دیگران | - فرار از شهرت | | [ ۱۴۸ ] |
| صوفیه (متصوفه)                                                             | شَبَک                                                                                 | —                                                                                      | قرن نهم ه‍.ق در ایران                               | — | — | - اقتباس اعتقادات از فرقه ملامتیه و مسیحیت - شب غفران - تجسم خدا - لیلة الکفشه (روز دهم محرم) اباحه‌گری                                                                                            | این فرقه از طایفه کردهای عراق شکل گرفته است. شاخه‌های منشعب: صارلیه (از غلاة) | [ ۱۴۹ ] |
| صوفیه (متصوفه)                                                             | حلمانیه                                                                             | ابوحلمان دمشقی                                                                         | دمشق                                              | — | حلمانیه: اقتباس از نام مؤسس فرقه | - حلول خدا در صورت‌های زیبا - وجوب سجده به چهره‌های زیبا - اباحه‌گری | گویند حلاج از مریدان ابوحلمان بوده است. | [ ۱۵۰ ] |
| غالیان (غلاة، غالیه)                                                       | سَبائیه (طیّاریه)                                                                     | عبدالله بن سباء (مـ ۴۰ ه‍.ق)                                                             | کوفه، دمشق و مصر                                  | — | سبائیه: اقتباس از نام مؤسس فرقه؛ یا به جهت اعتقاد آنان به سب خلفاء اهل سنت طیرانیه: به جهت اعتقاد به طیران جان‌ها                                                                                         | - الوهیت و مهدویت علی بن ابی‌طالب - نبوت عبدالله بن سبا - تناسخ - رجعت | این فرقه امروزه با نام حربیه شناخته می‌شوند. برخی همچون سید مرتضی عسکری، عبدالله بن سبا را فردی خیالی می‌دانند که وجود خارجی نداشته است. شاخه‌های منشعب: تمییه، عمریه، فارسیه، نضریه، قتیبیه | [ ۱۵۱ ] |
| غالیان (غلاة، غالیه)                                                       | اهل حق (حقه، گوران)                                                                 | سلطان اسحاق                                                                            | لرستان و آذربایجان                                | غرب ایران از جمله شهرهای قصر شیرین و سرپل ذهاب، تهران، منطقه خراسان و نواحی همسایه این مناطق                                         | اهل حق: اقتباس از شعار آنان که دین خود را دین حق یا حقیقت خوانند. | - اعتقاداتی آمیخته از ادیان کهن ایرانی، مانوی و مذهب اسماعیلیه - تناسخ - حرمت تراشیدن سبیل - اقامه نماز فقط به جماعت                                                                              | اهل حق به فرقه‌های دیگری چون حروفی‌ها و متصوفه نیز اطلاق می‌شود ولی این عنوان بدون قرینه به طرفداران سلطان اسحاق اشاره دارد. شاخه‌های منشعب: اهل سر، یارسان، نصیری و علی‌اللهی | [ ۱۵۲ ] |
| غالیان (غلاة، غالیه)                                                       | نصیریه (انصاریه، علویه، مقصره)                                                      | ابی‌نصیر (قرن پنجم ه‍.ق)                                                                  | قرن پنجم ه‍.ق در شمال غربی سوریه                    | جند الاردن و طبریه | نصیریه: اقتباس از نام مؤسس فرقه مقصره: به جهت تقصیر این فرقه در برتری علی بر محمد علویه: به جهت باور به الوهیت علی بن ابی‌طالب                                                                            | - التقاط عناصر شیعه، مسیحیت و ایرانیان پیش از اسلام - تثلیث در خداشناسی، نبوت و امامت - خالقیت علی بن ابی‌طالب                                                                                     | این طایفه با فرقه علی اللهی یکی دانسته شده است. شاخه‌های منشعب: حیدریه، شمالیه (شمسیه)، کلازیه (قمریه) و غیبیه، جبلیه، حلبیه، حدادیه، خزمزجیه، رسالنه، سواحلیه، سوارخه، رشاونه، سرانیه، صرامتیه، شلاهمه، صوارمیه، عتاریه، عمامره، غیبیه، فخریه، فاوره، قبلیه، کلازیه، کلبیه، ماخوسیه، متاوره، مخازره، مخالسه، مهالبه، مرشدیه، نمیلانیه، نواصره، نیلانیه و یاشوطیه | [ ۱۵۳ ] |
| غالیان (غلاة، غالیه)                                                       | اسحاقیه                                                                             | اسحاق بن زید بن حارث انصاری                                                            | ۱۲۷ ه‍.ق در کوفه                                    | قرن ششم ه‍.ق | اسحاقیه: اقتباس از نام مؤسس فرقه | - الوهیت علی - شراکت علی بن ابی‌طالب در نبوت با پیامبر اسلام - عدم تفاوت بین نبوت و امامت - حلول روح عبدالله بن معاویه در اسحاق بن زید                                                             | این فرقه شاخه‌ای از فرقه اباحیان است. پس از مرگ اسحاق بن زید، پیروانش به سه دسته تقسیم شدند و برخی به مهدویت وی، برخی به مرگ وی و برخی به قیام مجدد وی معقتد شدند. | [ ۱۵۴ ] |
| غالیان (غلاة، غالیه)                                                       | سمیعیه (بشریه، بشیریه)                                                              | سمیع بن محمد بن بشیر کوفی                                                              | ۱۸۳ ه‍.ق                                            | — | سمیعیه، بشریه: اقتباس از نام رهبر فرقه | - انکار مرگ موسی کاظم - مهدویت موسی کاظم - امامت محمد بن بشیر و فرزندش سمیع - کفر علی بن موسی و سایر امامان دوازده‌گانه - اباحه‌گری بجز نماز و روزه - تناسخ                                         | برخی این فرقه را همان بشریه می‌دانند. | [ ۱۵۵ ] |
| غالیان (غلاة، غالیه)                                                       | شریکیه                                                                              | —                                                                                      | —                                                 | — | شریکیه: به جهت باور به اشتراک نبوت محمد و علی | - اشتراک در نبوت محمد و علی همچون موسی و هارون | | [ ۱۵۶ ] |
| غالیان (غلاة، غالیه)                                                       | خطابیه (مخمسه)                                                                      | ابوالخطاب محمد بن مقلاص بن راشد منقری (مـ ۱۳۸ ه‍.ق)                                      | کوفه                                              | با کشته شدن ابوالخطاب، فرقه خطابیه به چند فرقه کوچک منشعب شدند.                                                                      | خطابیه: اقتباس از نام مؤسس فرقه مخمسه: به جهت اعتقاد به ظهور خدا در پنج صورت محمد، علی، فاطمه، حسن و حسین.                                                                                               | - نبوت ابوالخطاب - نبوت و الوهیت امامان - الوهیت جعفر صادق - تناسخ - اباحه‌گری | والی کوفه با شنیدن اعتقادات ابوالخطاب، با پیروان وی به جنگ پرداخت و هفتاد تن از آنان را در مسجد کوفه به قتل رسانید. ابوالخطاب نیز کشته و به دار آویخته شد. شاخه‌های منشعب: عمیریه، غرابیه، معمریه، | [ ۱۵۷ ] |
| غالیان (غلاة، غالیه)                                                       | سریه                                                                                | سریّ اقصم                                                                               | —                                                 | — | سریه: اقتباس از نام مؤسس فرقه | - الوهیت جعفر صادق - نبوت سری اقصم - حلول روح - حلول روح موسی در سری | جعفر صادق دربارهٔ سری اقصم معتقد بود که وی دروغگوست. | [ ۱۵۸ ] |
| غالیان (غلاة، غالیه)                                                       | قزلباشیه                                                                            | صفی‌الدین اردبیلی (مـ ۷۳۵ ه‍.ق)                                                           | آناتولی                                           | — | قزلباشیه: اقتباس از روایتی که به استناد آن فرقه تأسیس شده است | - باور به برخی اعتقادات نصیریه - حلول خدا در علی بن ابی طالب - ترک نماز و روزه رمضان - روزه گرفتن در ۱۲ روز اول محرم - ارتباط بین خدا و انسان بواسطه دده‌ها                                        | روحانیون این فرقه دده نام داشته و رابط بین خدا و انسان هستند. فرقه شبک زیرشاخه‌ای از این فرقه است. | [ ۱۵۹ ] |
| غالیان (غلاة، غالیه)                                                       | بزیعیه (بزیغیه)                                                                     | بزیع بن موسی حائک                                                                      | قرن دوم ه‍.ق                                        | منقرض شدند | بزیعیه: اقتباس از نام مؤسس فرقه | - الوهیت جعفر صادق - نمایندگی و نبوت بزیع بن موسی | این فرقه از شاخه‌های خطابیه است. | [ ۱۶۰ ] |
| غالیان (غلاة، غالیه)                                                       | غمامیه (ربیعه، یعقوبیه)                                                             | محمد بن یعقوب                                                                          | —                                                 | — | غمامیه، ربیعیه: از جهت اعتقادشان به هبوط خدا در فصل بهار به زمین یعقوبیه: اقتباس از نام مؤسس فرقه | - نزول خدا در موسم بهار به زمین و طراوت بخشیدن به آن - الوهیت علی بن ابی‌طالب - ولادت علی در ابرها                                                                                                 | این فرقه با فرقه سبائیه که سحابیه نیز نام دارد یکی دانسته شده. | [ ۱۶۱ ] |
| غالیان (غلاة، غالیه)                                                       | مالکیه                                                                              | —                                                                                      | آمل در مازندران ایران                             | آمل | مالکیه: به جهت اعتقادشان نسبت به امامت مالک اشتر | - امامت مالک اشتر نخعی پس از علی بن ابی‌طالب | مسجد تشت زنان آمل به نام مالک اشتر است و ترمیم سالانه این مسجد از سنت‌های این فرقه محسوب می‌شود. | [ ۱۶۲ ] |
| غالیان (غلاة، غالیه)                                                       | ابومسلمیه (خرم‌دینان، خرمیه، مسلمیه، اسحاقیه، حوالیه، تناسخیه، رزامیه، مسوده، شاعیه) | اسحاق ترک یا رزام بن رزم                                                               | ۱۲۷ ه‍.ق در مرو                                     | — | خرمدینان: به علت پایه‌گذاری اعتقادات آنان توسط خرمیان تناسخیه: به جهت اعتقاد به تناسخ ارواح مسوده: به جهت لباس رسمی آنان ابومسلمیه: به جهت باور به امامت ابومسلم خراسانی                                  | - امامت و مهدویت ابومسلم خراسانی - اباحه‌گری - امامت به میراث | به شیعیانی که اعتقادات این فرقه را پذیرفتند، شاعیه گویند. شاخه‌های منشعب: اسحاقیه، راوندیه، سنباذیه، ابلقیه، مبیضّه، بابکیه، برکوکیه، فاطمیه، مازیاریه، کردکیه، نورساعیه و رزامیه | [ ۱۶۳ ] |
| غالیان (غلاة، غالیه)                                                       | بشاریه (علیائیه)                                                                    | بشار شعیری کوفی (مـ ۱۸۰ ه‍.ق)                                                            | قرن دوم ه‍.ق در کوفه                                | — | بشاریه: اقتباس از نام مؤسس فرقه علیائیه: به جهت اعتقاد به الوهیت علی بن ابی‌طالب | - الوهیت علی بن ابی‌طالب - انکار نبوت محمد | | [ ۱۶۴ ] |
| غالیان (غلاة، غالیه)                                                       | عبیداللهیه                                                                          | —                                                                                      | —                                                 | — | عبیداللهیه: به جهت اعتقاد به الوهیت عبیدالله مهدی | - الوهیت عبیدالله مهدی | این طایفه شاخه‌ای از اسماعیلیه هستند. | [ ۱۶۵ ] |
| غالیان (غلاة، غالیه)                                                       | شباسیه (شباشیه)                                                                     | شواس (شباس) المغیم                                                                     | بصره                                              | — | شباسیه: اقتباس از نام مؤسس فرقه | - الوهیت شواس المغیم | | [ ۱۶۶ ] |
| غالیان (غلاة، غالیه)                                                       | مبرقعیه                                                                             | موسی بن محمد تقی بن علی بن موسی الرضا (مـ ۲۹۶ ه‍.ق)                                      | قرن سوم ه‍.ق کوفه                                   | منقرض شدند | مبرقعیه: اقتباس از نام رهبر و مراد فرقه | - امامت موسی مبرقع پس از محمدتقی | این طایفه پس از مدتی مجدداً به امامت علی النقی عدول کردند. | [ ۱۶۷ ] |
| غالیان (غلاة، غالیه)                                                       | یزیدیه                                                                              | یزید بن ابی انیسه                                                                      | بصره و فارس                                       | — | یزیدیه: اقتباس از نام مؤسس فرقه | - بعثت پیامبری از فارس که اسلام را منسوخ سازد | این فرقه از غلاة خوارج و شاخه‌ای از اباضیه محسوب می‌شوند. | [ ۱۶۸ ] |
| غالیان (غلاة، غالیه)                                                       | یزیدیه                                                                              | عدی بن مسافر (مـ ۵۵۵ ه‍.ق)                                                               | ۵۵۵ ه‍.ق کردستان                                    | عراق، مغرب، موصل، سنجار، دیاربکر، حلب و ارمنستان                                                                                     | یزیدیه: به جهت انتساب به یزید بن معاویه، یا یزید بن ابی انیسه | - ثنویت زرتشتی - اعتقاداتی مخلوط از مهرپرستی، یهود، نصاری و فرقه‌ای نسطوری | این فرقه، ابتدا زرتشتی بود که توسط عدی بن مسافر به اسلام دعوت شده و پس از مرگ وی، دچار انحرافات بسیاری گردید. | [ ۱۶۹ ] |
| غالیان (غلاة، غالیه)                                                       | بابکیه                                                                              | بابک خرمدین                                                                            | ۲۰۱ ه‍.ق در قلعه بابک                               | ۲۱۸ ه‍.ق | بابکیه: اقتباس از نام رهبر فرقه | - حلول روح - بهره‌گیری از اعتقادات دین مزدایی - برتری دادن شروین بر محمد | معتصم خلیفه عباسی به سال ۲۱۸ ه‍.ق با حمله به قلعه بابک، بابک خرمدین را کشته و بسیاری از یاران وی را به قتل رسانید؛ با این واقعه تعدادی از یایران وی به روم گریختند. | [ ۱۷۰ ] |
| غالیان (غلاة، غالیه)                                                       | حسینیه (کسفیه، منصوریه)                                                             | ابومنصور عجلی                                                                          | قرن دوم ه‍.ق در کوفه                                | — | کسفیه: به جهت تاویل آیه ۴۴ سوره طور و واژه کسف در آن آیه به ابومنصور عجلی منصوریه: اقتباس از نام رهبر فرقه                                                                                               | - امامت علی بن ابی‌طالب تا محمدباقر - امامت ابومنصور عجلی پس از محمدباقر - به آسمان رفتن ابومنصور و سخن با خدا                                                                                     | این طایفه در امام بعدی اختلاف کرده و به دو طایفه محمدیه و حسینیه منشعب شدند. | [ ۱۷۱ ] |
| غالیان (غلاة، غالیه)                                                       | متربصه (مترابصه)                                                                    | —                                                                                      | زاهدان                                            | — | متربصه: به جهت انتظار برای ظهور مهدی (متربص در عربی به معنای منتظر) | - انتصاب افراد به امامت و اعتقاد به مهدی آخرالزمان بودن وی - انتصاب فرد جدید پس از مرگ امام قبلی - جواز خروج بر حاکم مسلمان                                                                       | | [ ۱۷۲ ] |
| غالیان (غلاة، غالیه)                                                       | منکریه (میلیه)                                                                      | —                                                                                      | —                                                 | — | منکریه: به جهت انکار شفاعت در قیامت | - انکار شفاعت در قیامت به جهت نبود میل در آنجا | | [ ۱۷۳ ] |
| غالیان (غلاة، غالیه)                                                       | یعجوریه                                                                             | احمد بن علی یعجوری                                                                     | —                                                 | — | یعجوریه: اقتباس از نام مؤسس فرقه | - سقوط حد از مرتکب گناهی پس از توبه | | [ ۱۷۴ ] |
| غالیان (غلاة، غالیه)                                                       | فواتیه                                                                              | فوات بن احنف                                                                           | —                                                 | — | فواتیه: اقتباس از نام مؤسس فرقه | - اعطاء حق آفرینش، امر مرگ و زندگی و روزی دهندگی توسط خدا به علی بن ابی طالب و امامان از فرزندانش - حلول خدا در انسان                                                                             | | [ ۱۷۵ ] |
| غالیان (غلاة، غالیه)                                                       | هشامیه (جوالیقه، جوالیقیه)                                                          | هشام بن سالم جوالیقی علاف (مـ ۱۸۳ ه‍.ق)                                                  | —                                                 | — | هشامیه، جوالیقه، جوالیقیه: اقتباس از نام مؤسس فرقه | - تجسیم و تشبیه | اهل سنت، این فرقه را از مجسمه دانسته‌اند. | [ ۱۷۶ ] |
| غالیان (غلاة، غالیه)                                                       | احمدیه (قادیانیه)                                                                   | غلام‌احمد قادیانی (مـ ۱۳۲۶ ه‍.ق)                                                          | ۱۲۹۷ ه‍.ق در دهکده قادیان، شهر گرداسپور واقع در هند | پاکستان، هند، بنگلادش، تانزانیا، آمریکا، کانادا و اندونزی                                                                            | احمدیه: اقتباس از نام مؤسس و رهبر فرقه | - انکار هرگونه جهاد بجز جهاد با قلم - نجات مسیح از روی صلیب و هجرت به هند - \|شاخه‌های منشعب: لاهوریه                                                                                              | [ ۱۷۷ ] |         |
| غالیان (غلاة، غالیه)                                                       | بیانیه (سمعانیه)                                                                    | بیان بن سمعان تمیمی نهدی (مـ ۱۱۹ ه‍.ق)                                                   | قرن دوم ه‍.ق در کوفه                                | منقرض شدند | بیانیه: اقتباس از نام مؤسس فرقه | - الوهیت علی بن ابی‌طالب - نبوت بیان بن سمعان - تناسخ - رجعت | خالد بن عبدالله القسری، بیان بن سمعان را به همراه یاران او در مسجد کوفه به آتش کشید و فرقه آنان را نابود کرد. | [ ۱۷۸ ] |
| غالیان (غلاة، غالیه)                                                       | علبائیه (علیاویه، ذمیه)                                                             | علباء بن دراع اسدی یا علیاء بن دراع دوسی یا بشار شعیری (مـ ۱۸۰ ه‍.ق)                     | قرن دوم ه‍.ق در بحرین                               | — | ذمیه: به جهت نکوهش محمد علبانیه: به جهت مسخ شدن یکی از پیروان این فرقه به شکل مرغی به نام علباء | - برتری علی بن ابی طالب بر محمد - الوهیت علی - تناسخ - اباحه‌گری | برخی کتب ملل و نحل این فرقه را همان علیائیه دانسته‌اند. | [ ۱۷۹ ] |
| غالیان (غلاة، غالیه)                                                       | متعالیه                                                                             | —                                                                                      | —                                                 | — | — | - کفر نوشنده شراب، چه بداند شراب است و چه نداند، حتی اگر قطره‌ای شراب به ظرف آب باشد | | [ ۱۸۰ ] |
| غالیان (غلاة، غالیه)                                                       | شلمغانیه (عزاقریه)                                                                  | ابوجعفر محمد بن علی شلمغانی                                                            | ۳۲۲ ه‍.ق در بغداد                                   | ۳۴۰ ه‍.ق | شلمغانیه، عزاقریه: اقتباس از نام مؤسس فرقه | - روح‌القدس بودن و حلول خدا در شلمغانی - اباحه‌گری | شلمغان نام مکانی در نواحی شهر واسط است که رئیس این فرقه منسوب به آنجاست. شلمغانی با حسین بن روح به رقابت پرداخت و خود را باب دانست و در نهایت به امر حکومت به دار آویخته شد. | [ ۱۸۱ ] |
| غالیان (غلاة، غالیه)                                                       | شریعیه                                                                              | ابومحمد حسن شریعی                                                                      | ۲۶۰ ه‍.ق                                            | — | شریعیه: اقتباس از نام رهبر فرقه | - حلول خدا در پنج تن آل عبا - حلول خدا در شریعی - بابیت شریعی پس از حسن عسکری | پس از مرگ شریعی شخصی به نام نمیر ادعای جانشینی و حلول خدا در وی را کرد. این فرقه از شاخه‌های علیانیه دانسته شده است. | [ ۱۸۲ ] |
| غالیان (غلاة، غالیه)                                                       | راوندیه (راوندیان)                                                                  | عبدالله راوندی                                                                         | قرن دوم ه‍.ق در خراسان                              | — | راوندیه: اقتباس از نام مؤسس فرقه | - امامت عباس بن عبدالمطلب و انتصابش توسط محمد - الوهیت منصور - مظهریت جبرائیل بودنفرماندار مکه | پس از آنکه منصور با آنها مقابله کرد، آنان بر منصور شوریده و منصور با به قتل رساندند. شاخه‌های منشعب: هریریه، رزامیه و ابومسلمیه | [ ۱۸۳ ] |
| غالیان (غلاة، غالیه)                                                       | عمرویه                                                                              | عمرو نبطی                                                                              | قرن دوم ه‍.ق در مدینه                               | — | عمرویه: اقتباس از نام مؤسس فرقه | - کافی بودن معرفت امام از عبادات - تعطیل احکام - وجود علی بن ابی‌طالب در ابرها و حرکت با بادها | این فرقه همچون مفضلیه از غلات هستند. | [ ۱۸۴ ] |
| غالیان (غلاة، غالیه)                                                       | قحطبیه                                                                              | —                                                                                      | —                                                 | — | — | — | | [ ۱۸۵ ] |
| غالیان (غلاة، غالیه)                                                       | عجلیه (عمیریه)                                                                      | عمیر بن بیان عجلی                                                                      | قرن دوم ه‍.ق در کوفه                                | — | عجلیه، عمیریه: اقتباس از نام مؤسس فرقه | - الوهیت جعفر صادق | یزید بن عمر بن هبیره، پس از دستگیری عمیر بن بیان عجلی، وی را به دار آویخت. | [ ۱۸۶ ] |
| غالیان (غلاة، غالیه)                                                       | باقریه                                                                              | —                                                                                      | ۱۱۴ ه‍.ق در مدینه                                   | — | باقریه: به جهت اعتقاد به مهدویت محمد باقر | - امامت امامان شیعه تا محمد باقر - رجعت محمدباقر - مهدویت محمدباقر | برخی این فرقه را باقیمانده کیسانیه دانسته‌اند که از ابوهاشم جدا و به پیروی از محمدباقر پرداختند. این فرقه پس از مرگ محمد باقر تأسیس شد و از غلاة گزارش شده است. | [ ۱۸۷ ] |
| غالیان (غلاة، غالیه)                                                       | طریفیه                                                                              | صالح بن طریف                                                                           | قرن دوم ه‍.ق                                        | — | طریفیه: اقتباس از نام مؤسس فرقه | - نبوت صالح بن طریف - شریعتی غیر از اسلام | رهبر فرقه در ابتدا از خوارج بود و پس از آن مدعی نبوت شد. | [ ۱۸۸ ] |
| غالیان (غلاة، غالیه)                                                       | مخترعه                                                                              | —                                                                                      | —                                                 | — | — | - نجاست عرق زن حائض و مرد جنب | | [ ۱۸۹ ] |
| غالیان (غلاة، غالیه)                                                       | مطبخیه                                                                              | ابواسماعیل مطبخی                                                                       | —                                                 | — | مطبخیه: اقتباس از نام مؤسس فرقه | - انکار وجوب نماز صبح، مغرب و عشاء | | [ ۱۹۰ ] |
| غالیان (غلاة، غالیه)                                                       | لاعنیه                                                                              | —                                                                                      | قرن اول ه‍.ق                                        | — | لاعنیه: به جهت التزامشان به لعن عمر، ابوبکر و… | - لعن عمر بن خطاب، ابوبکر، عثمان، طلحه، زبیر، معاویه، عایشه و ابوموسی اشعری - ثواب داشتن لعن | | [ ۱۹۱ ] |
| غالیان (غلاة، غالیه)                                                       | نمیریه                                                                              | محمد بن نصیر نمیری                                                                     | قرن سوم ه‍.ق در بصره                                | پس از مرگ محمد بن نصیر، پیروان او به فرقه‌های مختلف دیگری منشعب شدند                                                                  | نمیریه: اقتباس از نام مؤسس فرقه | - امامت علی النقی - نبوت محمد بن نصیر نمیری پس از علی النقی - تناسخ | فرقه نصیریه، به محمد بن نصیر نمیری منسوب است. این فرقه پس از مرگ محمد بن نصیر به سه فرقه دیگر منشعب شدند و پیروانش پراکنده گردیدند. | [ ۱۹۲ ] |
| غالیان (غلاة، غالیه)                                                       | مبدلیه                                                                              | —                                                                                      | —                                                 | — | — | - قتل را کفاره و شرط قبول توبه گنهکار دانستن | | [ ۱۹۳ ] |
| غالیان (غلاة، غالیه)                                                       | جواربیه                                                                             | داوود جواربی                                                                           | —                                                 | — | جواربیه: اقتباس از نام مؤسس فرقه | - تشبیه خدا به انسان - اقتباس اعتقادات از تورات | | [ ۱۹۴ ] |
| غالیان (غلاة، غالیه)                                                       | مخمسه                                                                               | —                                                                                      | —                                                 | — | مخمسه: به جهت باورشان به مأموران خمسه در اجرای مصالح | - اعطاء مأموریت اداره مصالح عالم توسط خدا به سلمان، مقداد، ابوذر، عمار و عمرو بن امیه - ریاست سلمان بر گروه پنج نفره                                                                              | | [ ۱۹۵ ] |
| غالیان (غلاة، غالیه)                                                       | کاکائیه                                                                             | اسحاق                                                                                  | کرکوک و اربیل در عراق                             | کرکوک و اربیل | کاکائیه: اقتباس از واژه کاکا به معنای برادر در زبان کردی | - عقائدی شبیه به شبک - تناسخ - حلول - تقدس و زیارت قبر اسحاق در کوه‌های اورامانات | این فرقه از فرقه علی‌اللهیه و با شباهت بسیاری به عقائد شبک منشعب شده است. | [ ۱۹۶ ] |
| غالیان (غلاة، غالیه)                                                       | محمدیه                                                                              | فیاض بن علی و بهنکی                                                                    | نیمه دوم قرن سوم ه‍.ق                               | — | محمدیه: به جهت باور به الوهیت محمد | - الوهیت محمد | اعتقاد به الوهیت محمد، از مسیحیت به این فرقه رسوخ کرده است. | [ ۱۹۷ ] |
| غالیان (غلاة، غالیه)                                                       | ذبابیه (مخطئه، غرابیه)                                                              | —                                                                                      | —                                                 | — | ذبابیه، غرابیه: به جهت اعتقاد به شباهت محمد و علی همانند شباهت دو ذباب (مگس) یا دو غراب (کلاغ) | - اشتباه جبرئیل در انتقال وحی بین محمد و علی بن ابی‌طالب | | [ ۱۹۸ ] |
| غالیان (غلاة، غالیه)                                                       | کیالیه                                                                              | احمد بن کیّال                                                                           | —                                                 | — | کیالیه: اقتباس از نام مؤسس فرقه | - امامت و نبوت احمد بن کیال - قائمیت وی - اعتقاداتی اقتباسی از فلسفه و عرفان و فرق گنوستیکی مسیحی                                                                                                 | رهبر این فرقه به جهت اعتقادات خلاف آئین تشیع، توسط شیعیان مطرود شد. | [ ۱۹۹ ] |
| غالیان (غلاة، غالیه)                                                       | صائدیه                                                                              | صائد نهدی و بیان بن سمعان                                                              | قرن دوم ه‍.ق                                        | منقرض شده | صائدیه: اقتباس از نام مؤسس فرقه | - مهدویت محمد بن حنفیه | این فرقه از شاخه‌های کربیه محسوب می‌شوند. جعفر صادق با آنان مخالفت شدیدی داشت. | [ ۲۰۰ ] |
| غالیان (غلاة، غالیه)                                                       | عینیه                                                                               | —                                                                                      | —                                                 | — | — | - تقدم علی بر محمد - الوهیت علی | این احتمال وجود دارد که این فرقه همان علبائیه بوده است. | [ ۲۰۱ ] |
| غالیان (غلاة، غالیه)                                                       | یونسیه                                                                              | یونس بن عبدالرحمن مولی علی بن یقطین                                                    | قرن سوم ه‍.ق                                        | — | یونسیه: اقتباس از نام رهبر فرقه | - غلو در تشبیه خداوند و عرش | از آنجا که یونس بن عبدالرحمن از اصحاب خاص شیعه محسوب می‌شود، این احتمال وجود دارد که این فرقه، ساختگی و در تقبیح وی توسط اهل سنت ساخته شده باشد. | [ ۲۰۲ ] |
| غالیان (غلاة، غالیه)                                                       | غیریه                                                                               | —                                                                                      | —                                                 | — | — | - حکیم بودن محمد - انکار رسالت محمد | | [ ۲۰۳ ] |
| غالیان (غلاة، غالیه)                                                       | صاحب زمانیه                                                                         | سید حسن صاحب‌الزمانی (مـ ۱۳۵۵ ه‍.ق)                                                       | —                                                 | — | صاحب‌زمانیه: به جهت ادعای مؤسس این فرقه و اقتباس از شهرت وی | - امامت سید حسن صاحب زمانی - مهدویت سید حسن صاحب زمانی | رهبر این فرقه به جهت شباهتش به عکس‌های نقاشی شده از امامان شیعه، ادعای امامت و مهدویت کرد و مدعی شد که صاحب الزمان است. پس از ادعای سید حسن، برخی به وی گرویدند و وی به همراه احمد کرمانی دستگیر و راهی تهران شد و پس از مدتی آزاد شده و از ادعاهایش توبه نمود.                                                                                                   | [ ۲۰۴ ] |
| غالیان (غلاة، غالیه)                                                       | مشعشعیه                                                                             | سید محمد مشعشع (مـ ۸۶۶ ه‍.ق)                                                             | ۸۴۰ ه‍.ق در واسط و خوزستان                          | ۱۱۷۶ ه‍.ق | مشعشعیه: اقتباس از نام رهبر فرقه | - امامت و مهدویت مشعشع - الوهیت علی بن ابی طالب | وی با اعتقاد به زنده بودن علی بن ابی‌طالب، اقدام به تخریب بارگاه وی در نجف کرد و ضریح چوبی آن را نیز سوزانید. | [ ۲۰۵ ] |
| غالیان (غلاة، غالیه)                                                       | صافیه (صافی)                                                                        | —                                                                                      | آناتولی                                           | آناتولی | — | - اعتقاداتی شبیه به شیعیان امامیه و صوفیانه | تعداد آنان نزدیک به چهل هزار خانوار می‌رسد. | [ ۲۰۶ ] |
| غالیان (غلاة، غالیه)                                                       | مفضلیه                                                                              | مفضل صیرفی                                                                             | قرن سوم ه‍.ق                                        | — | مفضلیه: اقتباس از نام مؤسس فرقه | - برتری علی بن ابی طالب بر دیگر خلفا - الوهیت جعفر صادق | امامیه معتقدند که این فرقه، به دست مفضل صیرفی تأسیس نشده است و وی مردی دانشمند بوده است. این فرقه از خطابیه و پس از برائت جعفر صادق از ابوالخطاب، با برائت از وی و نه افکارش، توسط برخی پیروان او، تأسیس شد. | [ ۲۰۷ ] |
| غالیان (غلاة، غالیه)                                                       | سریغیه                                                                              | سریغ (شریغ یا سریف)                                                                    | —                                                 | — | سریغیه: اقتباس از نام مؤسس فرقه | - حلول لاهوت در ناسوت در حق پنج تن (محمد، علی، عباس، جعفر و عقیل) | | [ ۲۰۸ ] |
| غالیان (غلاة، غالیه)                                                       | سارقیه                                                                              | —                                                                                      | —                                                 | — | سارقیه: به جهت اعتقاد به کفاره بودن صدقه از مال سرقتی توسط سارق | - غلو در کفاره گناهان - کفاره بودن غسل زن زناکار پس از زنا - کفاره بودن صدقه دادن دزد از مال دزدی که سبب سقوط عذاب است                                                                            | | [ ۲۰۹ ] |
| غالیان (غلاة، غالیه)                                                       | میمیه                                                                               | —                                                                                      | —                                                 | — | — | - نبوت علی و محمد - تقدم محمد بر علی در الوهیت | این فرقه در مقابل عینیه شکل گرفته است. | [ ۲۱۰ ] |
| غالیان (غلاة، غالیه)                                                       | معاویه (حارثیه، جناحیه، حربیه)                                                      | عبدالله بن معاویه بن عبدالله بن جعفر بن ابی‌طالب (مـ ۱۳۱ ه‍.ق)                            | ۱۲۷ ه‍.ق در کوفه                                    | — | حارثیه، معاویه: اقتباس از نام مؤسس فرقه جناحیه: به جهت شهرت جد مؤسس فرقه به ذوجناحین | - تناسخ ارواح - حلول روح خدا در انبیاء - حلول روح خدا در علی - انتقال روح خدا به محمد حنفیه سپس به پسرش ابوهاشم - اباحه‌گری - مهدویت عبدالله طالبی                                                 | رهبر این فرقه در زندان ابومسلم کشته شد. این فرقه انشعابی غالی از کیسانیه است. شاخه‌های منشعب: حربیه و مغیریه | [ ۲۱۱ ] |
| غالیان (غلاة، غالیه)                                                       | نحلیه                                                                               | حسن بن علی نحلی                                                                        | نفطه در تونس                                      | — | نحلیه: اقتباس از نام مؤسس فرقه | - امامت در فرزندان حسن بن علی - حرمت استفاده از میوه درختی که در پایش کود ریخته باشند | این فرقه، شاخه‌ای از کیسانیه است. | [ ۲۱۲ ] |
| غالیان (غلاة، غالیه)                                                       | یزیدیه                                                                              | —                                                                                      | —                                                 | — | — | - امامت فرزندان حسین بن علی در هنگام اقامه نماز - عدم صحت اقتدا به دیگری در صورت حیات یکی از فرزندان حسین بن علی                                                                                  | | [ ۲۱۳ ] |
| غالیان (غلاة، غالیه)                                                       | هلالیه                                                                              | ابوجعفر احمد بن هلال عبرتائی کرخی (مـ ۲۶۷ ه‍.ق)                                          | قرن سوم ه‍.ق در بغداد                               | — | هلالیه: اقتباس از نمام پدر مؤسس فرقه | - نیابت ابوجعفر از برای حجت بن الحسن - انکار نیابت عثمان بن سعید عمری | | [ ۲۱۴ ] |
| غالیان (غلاة، غالیه)                                                       | مغیریه                                                                              | مغیره بن سعید عجلی کوفی (مـ ۱۱۹ ه‍.ق)                                                    | قرن دوم ه‍.ق در کوفه                                | ۱۱۹ ه‍.ق | مغیریه: اقتباس از نام مؤسس فرقه | - امامت محمدباقر - امامت مغیره بن سعید پس از وی - مهدویت و نبوت وی - کفر اصحاب پیامبر اسلام | خالد بن عبدالله القسری پس از دستیابی به مغیره، وی را به همراه پنج تن از یارانش، بسوزانید. | [ ۲۱۵ ] |
| غالیان (غلاة، غالیه)                                                       | سمّاعیه                                                                              | سماعه اسدی                                                                             | —                                                 | — | سماعیه: اقتباس از نام مؤسس فرقه | - نبوت و الوهیت سماعه اسدی | این فرقه پیروان سماعیه بودند که ادعای دانستن علم سیمیا داشت و بر این اساس کارهای عجیبی از وی سر می‌زد. | [ ۲۱۶ ] |
| غالیان (غلاة، غالیه)                                                       | قمیه                                                                                | اسماعیل قمی                                                                            | —                                                 | — | قمیه: اقتباس از نام مؤسس فرقه | - امکان تغییر شکل خدا به هر شکلی | | [ ۲۱۷ ] |
| غالیان (غلاة، غالیه)                                                       | احمدیه                                                                              | احمد بن موسی شاهچراغ (مـ ۲۰۲ ه‍.ق)                                                       | ۲۰۳ ه‍.ق                                            | منقرض شده | احمدیه: اقتباس از نام رهبر فرقه | - انکار امامت محمد تقی به جهت سن کم - امامت احمد بن موسی پس از علی بن موسی | | [ ۲۱۸ ] |
| غالیان (غلاة، غالیه)                                                       | میسریه                                                                              | ابومیسر                                                                                | —                                                 | — | میسریه: اقتباس از نام مؤسس فرقه | - اکتسابی بودن نبوت - بعثت به نبوت هر کسی که به نهایت صلاح و پاکی برسد | | [ ۲۱۹ ] |